# Lamassu

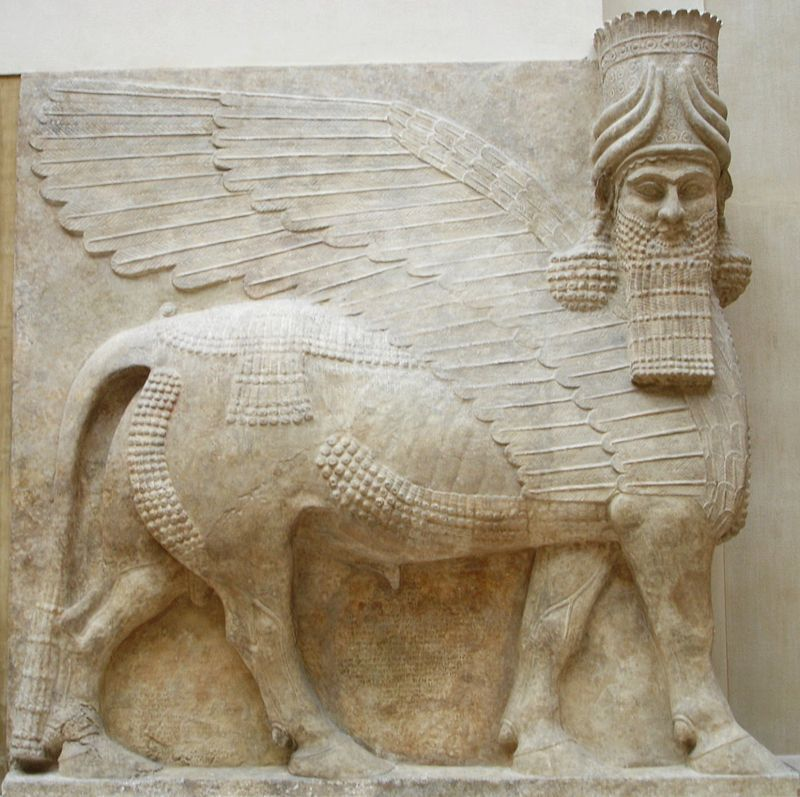
Lamassu neoassiro del Palazzo Reale di Khorsabad, 721 a.C., Museo del Louvre.

Il lamassu, chiamato anche šēdu e aladlammû e adattato in italiano anche come lamassù (in cuneiforme: 𒀭𒆗 AN.KAL oppure 𒀭𒆘 AN.KALxBAD; 𒀭𒆘 𒆗 AN.KALxBAD.KAL; in sumerico: dlama o dlamma, dalad; in accadico: dlamassu, dshedu), è una divinità protettrice, daimon intermediario, genio e nume tutelare ibrido presente in diverse civiltà mesopotamiche
I lamassu sono dèi, geni e spiriti daimonici che incarnano in sé tutto lo spettro divino e ricoprono perciò diverse funzioni. Nel loro ruolo di guardiani, proteggono le entrate e le stanze di case, palazzi, templi, città e luoghi sacri, svolgendo funzione apotropaica per allontanare le forze ostili. Nelle preghiere e nelle invocazioni fungono da intermediari tra gli umani e gli dèi oppure accompagnano in coppie l'individuo o il dio, proteggendoli nelle loro attività quotidiane e imprese. I lamassu sono rappresentati in aspetti più antropomorfi o teriomorfi a seconda dell'epoca, della civiltà e del carattere. Il loro aspetto più noto è quello dei colossi alati neoassiri, tra i quali il lamassu viene raffigurato come un essere ibrido alato antropocefalo con il corpo di toro e leone, le ali rapaci d'aquila e la testa umana, oppure come un toro o leone alato teriocefalo. Per tutte le culture mesopotamiche, uno šēdu o lamassu può avere potenzialmente le fattezze più o meno ibride animali di qualunque essere sovrannaturale.

## Etimologia dei caratteri cuneiformi

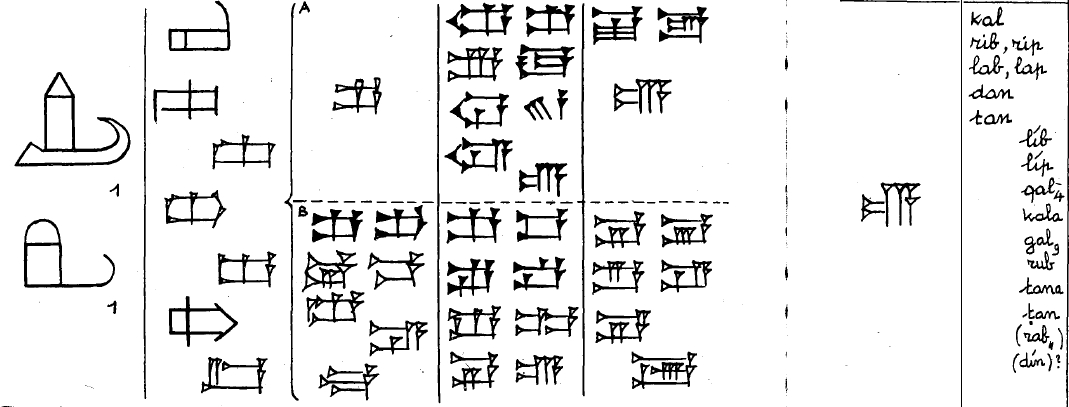
Origine e sviluppo del segno cuneiforme 𒆗 KAL, da René Labat e Florence Malbran-Labat, Manuel d'épigraphie akkadienne, Geuthner, 1995, p. 168, tavola 146.

I termini lamassu, šēdu e aladlammû si riferiscono in senso ampio a tutti gli spiriti protettori a prescindere dalle forme che adottano. Solo a partire dal secolo scorso l'archeologia adopera convenzionalmente la parola lamassu per riferirsi nello specifico ai tori e leoni alati antropocefali neoassiri. Il segno 𒆗 KAL può leggersi indistintamente sia al femminile lama/lamma/lamassu che al maschile alad/šēdu. La lettura ambivalente del segno rispecchia la natura androgina e bisessuale dei daimon e permette di usare qualsiasi genere. Secondo il Manuel d'épigraphie akkadienne degli assiriologi francesi René Labat (1904-1974) e Florence Malbran-Labat, il segno 𒆗 KAL si sviluppa a partire dal disegno stilizzato di un tribolo cerimoniale adoperato dai sovrani fin dall'epoca sumera per celebrare riti di abbondanza dei campi. Il tribolo è adoperato assieme alle mandrie per trebbiare i raccolti, perciò la slitta viene identificata con gli animali divini, le venivano infissi ai lati dei busti bovini e leonini che evocavano il carattere psicopompo degli animali regali, rispecchiando al contempo l'idea di cavalcare uno spirito guida che conduce in ogni luogo. L'immagine e la funzione del tribolo verrà traslata nei significati attribuiti alla scrittura del segno 𒆗 KAL, che verrà poi adoperato per designare la divinità e daimon protettrice Lama (d)lama/(d)lamma 𒀭𒆗. A partire dall'età accadica, il segno 𒆗 KAL è associato all'acqua in parole come illu 𒀀𒆗 «acque alluvionali stagionali» o anche nel verbo la6 𒆗 «inondare, alluvionare».
Nelle lingue sumera e accadica non esiste il concetto di demone nel senso di entità maligna. Tra i sumeri, il segno 𒌜 UDUG (in sumerico: udug; in accadico: utukkū), attestato già a partire dalle tavolette di Ebla del III millennio a.C., indica una fauna proteiforme di daimon selvatici. Il segno può essere letto sia per riferirsi agli udug nel loro insieme che per indicare un singolo udug. Il carattere cuneiforme 𒄇/𒌜 UDUG è composto dalla combinazione dei due segni per polvere 𒅖 SAHAR e strada 𒋻 SILA, e riprende l'immagine di un mulinello d'aria che avanza nella steppa. Lo stesso segno è adoperato per indicare anche la presenza spirituale gidim (in sumerico: gidim4; in accadico: eṭemmu), che alla morte costituisce lo spettro di un defunto, il suo fantasma o presenza sottile. Il segno da solo non dice se gli udug sono benevoli o avversi, perciò i testi ne devono specificare il carattere usando espressioni come il «buon udug» o il «malevolo udug». Durante il periodo protodinastico (2900-2350 a.C.), il segno 𒌜 UDUG nella sua accezione di daimon singolo (mascolino) confluisce nel segno 𒆗 KAL per formare la dicitura (d)udug/(d)alad/(d)šēdu 𒀭𒌜/𒀭𒆗, dove il segno può essere letto anche (d)šēdu2 𒀭𒌜 AN.UDUG. Contemporaneamente, nel periodo protodinastico IIIb (2400 a.C.), nei testi degli indovinelli di Lagaš compare il primo riferimento alla dèa Lama, «la benevola Lama» dlama-ša6-ga 𒀭𒆗𒊷𒂵. Il segno 𒆗 KAL sembra designare originariamente solo la dèa guardiana Lama, patrona delle terre coltivate e degli spazi urbani, ma con il continuo appaiarsi del selvatico udug alla Lama, e la progressiva addomesticazione del primo ispirata dalla seconda, il segno 𒆗 KAL è stato trasmesso anche all'udug/alad/šēdu. In base al contesto, 𒆗 KAL può essere preceduto dal segno 𒀭 AN per eleggere il daimon a divinità o intensificarne la natura divina. Quando ci si riferisce alle dèe daimoniche Lama, nei testi il segno 𒀭𒆗 AN.KAL è sempre preceduto dal determinativo 𒀭 AN, al punto che attestazioni alla lama senza il determinativo costituiscono delle vere e proprie eccezioni. Viceversa, quando 𒆗 KAL si riferisce all'udug/alad/šēdu, il determinativo 𒀭 AN è meno presente, a sottolineare in questo periodo non solo la natura più ambigua del daimon, ma anche il processo di trasformazione dell'udug nel corso del tempo. Dal periodo protodinastico IIIa (2600-2450 a.C.) al periodo paleobabilonese (1894-1595 a.C.), almeno già dal periodo Ur III (2112-2004 a.C.) il segno 𒆗 KAL confluisce con gli dèi accadi della propria stirpe (ilū rēši) mentre assimila ed esalta diversi significati legati al potere e alla forza per eccellenza, in concomitanza con il carattere androcentrico e guerresco del periodo delle città-stato combattenti e della crescente influenza culturale semita, che manterrà fino all'impero ellenico (331 a.C.) e oltre. Tra i significati attribuiti allo spirito guardiano animale e al tribolo psicopompo, viene esaltata l'idea di una potenza invincibile che può espandersi in ogni direzione, proteggere da qualsiasi attacco o sorte nefasta, e sbaragliare qualunque nemico:
- sag9/sag8 𒊷/𒆗: essere buono, dolce, benevolo, bellissimo, propizio; benevolenza, approvazione.
- kal e sig15 𒆗: essere raro, prezioso, raffinato.
- ĝuruš 𒄨/𒆗: giovane maschio adulto dal fisico prestante.
- nam-ĝuruš 𒉆𒄨: mascolinità.
- usu 𒀉𒆗: forza fisica; potere.
- kalag 𒆗: essere forte, potente, possente; rinforzare; provvedere.[9]
- lirum4 𒀉𒆗: essere resistente, ostinato, combattivo, rissoso.
- rib 𒆗: essere straordinario, sublime, eminente, forte, massiccio; surclassare, sbaragliare, soverchiare, sopravanzare.[10]
- sun7 𒆗: essere autorevole, eminente, imperioso, sprezzante, arrogante, fiero, altero.[11]
- niŋ2-kal-kal 𒃻𒆗𒆗: pregiato, di valore.
- nam-kalag 𒉆𒆗: potenza, forza.
- nam-kal-kal-la 𒉆𒆗𒆗𒆷: onnipotente.
- ḫa-ra-kalag 𒄩𒊏𒆗: fortezza.
- niŋ2-kalag 𒃻𒆗: tamburo in pelle (evocazione di tipo sciamanico).
- la6 𒆗: inondare, alluvionare (inteso anche come potere divino inarrestabile come i diluvi stagionali).
- illu 𒀀𒆗: acque alluvionali stagionali.

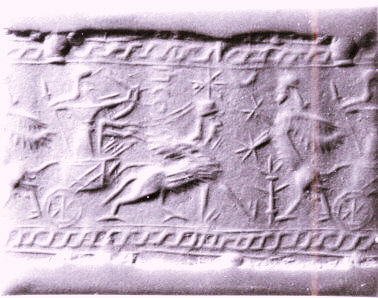
Cilindro neoassiro, scena di caccia tra due aladlammû Grifoni androcefali, 720 a.C. ca., 198631158, MET.

Gli šēdu e le lamassu regali, soprattutto a partire dal sorgere dei grandi imperi assiro-babilonesi, vengono concepiti come esseri divini dalla natura invincibile, possessori di un potere assoluto che travolge ogni cosa. Nelle loro azioni esercitano una forza gargantuesca che assiste i sovrani e annienta tutti gli ostacoli. In particolare gli šēdu, soprattutto come Tori e Leoni androcefali tra gli assiri, preservano nel proprio aspetto irato la loro originaria natura selvatica e demoniaca. Nelle scene di caccia sbaragliano, sventrano e fanno a pezzi i nemici, persino quando si tratta di membri selvatici della stessa specie, avanzano imponenti come dei juggernaut inarrestabili. Nel loro aspetto addomesticato viene enfatizzata la loro capacità di viaggiare oltre qualsiasi orizzonte e rompere ogni protezione per ottenere la vittoria assoluta, guidano i carri dei condottieri in territori ostili e sono celebrati dai sovrani assieme ai propri dèi progenitori come coloro che ne hanno decretato la vittoria, muovendone bene le azioni. Da selvatici invece, sono la fauna celeste o sovrannaturale che abita le regioni più impervie, ne viene enfatizzato il carattere fiero e sprezzante, proclive a sbranare l'avversario, che ne rispecchia la feroce e sublime maestosità.

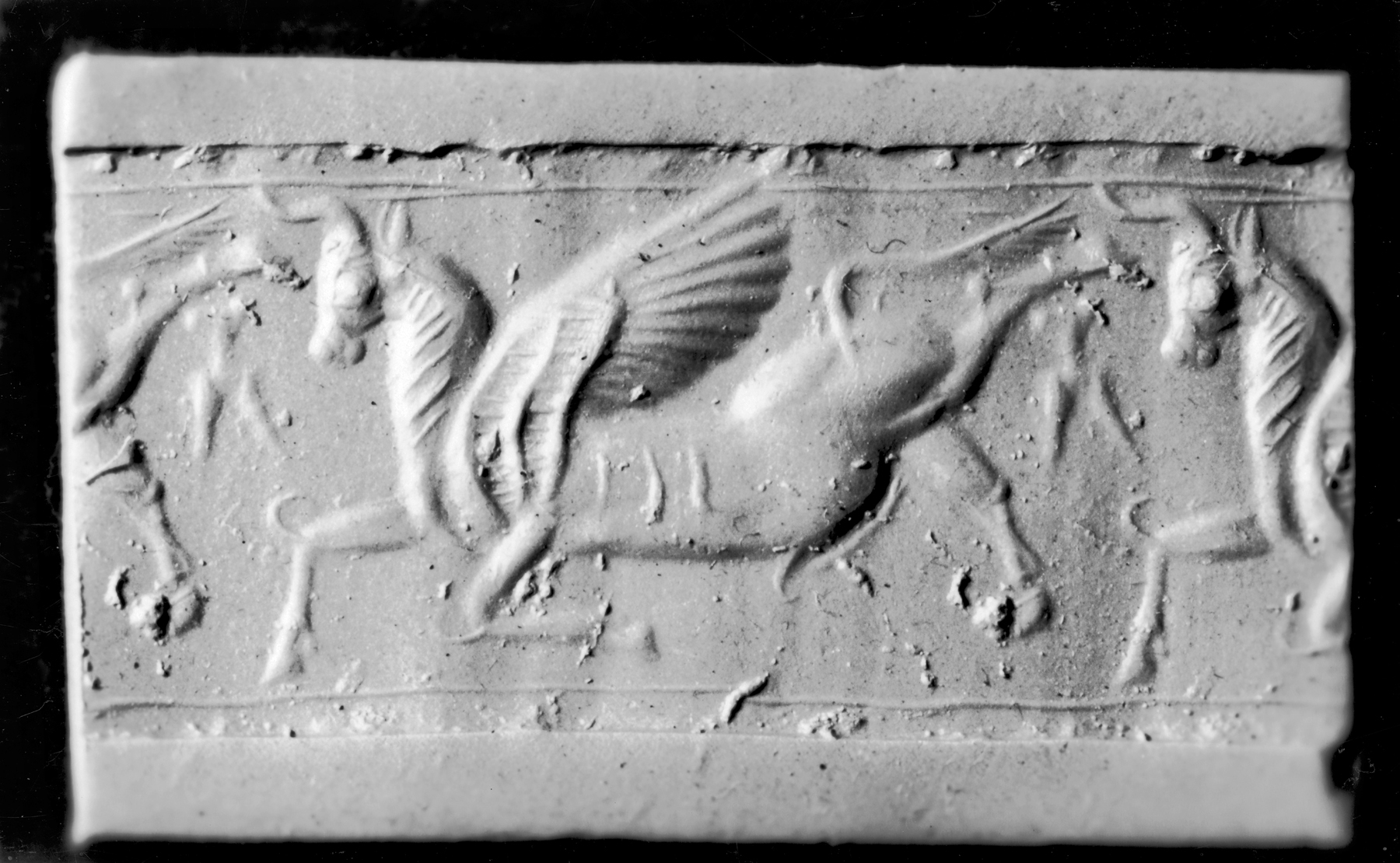
Cilindro medioassiro (1400-1300 a.C.) di un Toro alato, 42733, Walters Art Museum.

In età paleobabilonese nasce il grafema dAlad/dšēdu 𒀭𒆘 AN.KALxBAD, dove al segno 𒆗 KAL viene aggiunto il segno 𒁁 BAD che indica distanza geografica e lontananza eterea. In questo caso il segno enfatizza il carattere volatile, dinamico e fulmineo degli šēdu/lamassu, e in generale dei vari daimon, per esaltare la loro capacità di viaggiare e raggiungere tutti gli angoli dell'impero, del cosmo e delle zone liminali oltre l'orizzonte, dalle sfere celesti agli abissi profondi, tra i palazzi regali e i domini degli dèi. La nascita del nuovo segno si accompagna alle trasformazioni iconografiche di questo periodo che resteranno presenti anche nei secoli successivi, in cui diversi esseri ibridi come dèi, geni, daimon e demoni, vengono tutti rappresentati alati. Il nuovo segno 𒆘 KALxBAD diverrà il grafema standard ALAD fin dopo l'epoca neoassira (911-609 a.C.), mantenendo le altre varianti. La nascita del grafema 𒆘 KALxBAD sembra enfatizzare almeno inizialmente una minima distinzione linguistica tra i daimon mascolini e quelli femminini, che però non inficia il carattere ieratico androgino delle presenze daimoniche. Dopo l'età paleobabilonese, in aggiunta a indicare il daimon femminino, la parola lamassu si estenderà a qualsiasi spirito protettore in generale. In seguito, a partire almeno dal 1400 a.C., con l'espandersi dell'impero medioassiro (1363-912 a.C.) e durante tutto l'impero neoassiro, i Tori, Vacche, Leoni e Leonesse antropocefali e teriocefali, sia alati che non, tra cui la nuova tetrasfinge proveniente da Ebla, sono chiamati entrambi bisessualmente daladlammû 𒀭𒆘𒆗𒎌 dALAD.dLAMA.MEŠ assieme ai geni alati umani, nello spirito tipico della Tarda Età del Bronzo (1550-1200 a.C.) che tende ad appaiare in coppie gli dèi, i geni e i daimon mascolini e femminini.
L'espressione composta dlammazabar 𒀭𒆗𒌓𒅗𒁇 AN.KAL.UD+KA+BUR si riferisce alle statuette di bronzo dello spirito protettore, poste ritualmente vicino ai luoghi da proteggere.

## Daimonologia e demonologia mesopotamica

### Gli esseri ibridi (Mischwesen) tra le cosmologie sumere e semite

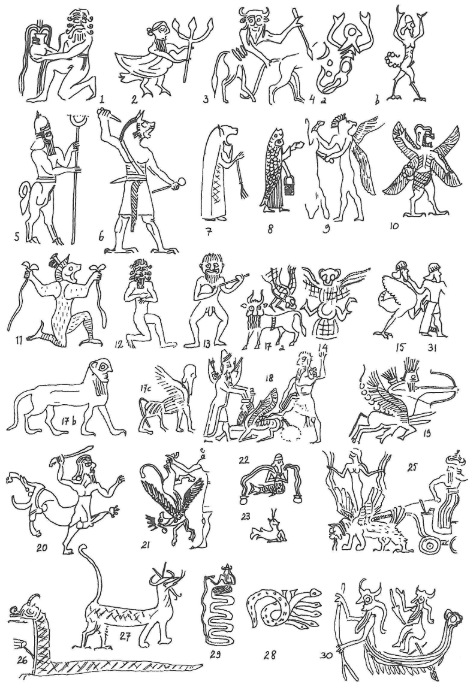
Disegni di esseri ibridi (Mischwesen) mesopotamici di Frans A.M. Wiggermann, da Id. Mischwesen A, in Reallexikon der Assyriologie VIII, New York 1993, p. 245.

In ambito accademico, tutti gli esseri sovrannaturali sono chiamati di solito esseri ibridi (Mischwesen). Come riprende l'assiriologo Frans A.M. Wiggermann, non esiste nella cultura sumera un corrispettivo del termine mostro, inteso sia nella sua accezione moderna di essere orrifico, sia nell'etimo latino originale neutro monstrum, «prodigio» ed «essere straordinario». Tutti gli esseri sovrannaturali vengono invece nominati in vari modi senza una regola precisa, spesso chiamandoli in senso ampio animali (in sumerico: umāmū 𒌑𒈠𒄠) in riferimento ai loro tratti teriomorfi, oppure indicandoli in base alla funzione che ricoprono all'interno della cosmologia divina, come ad esempio la titolatura di conestabili (in sumerico: gal5-la2; in accadico: gallû 𒋼𒇲), oppure ancora in base alla natura della propria specie, come gli esseri che incarnano la qualità temporale di un certo tipo di giorni deificati (in sumerico: ūmū 𒅇). Tra i sumeri non esiste nemmeno l'idea di un essere ibrido rispetto ad uno non ibrido o puramente identico alla propria specie, distinzione che invece prenderà gradualmente piede solo nei secoli successivi tra i semiti assiro-babilonesi. Per l'assiriologo Lorenzo Verderame, il termine sumero che forse più si avvicina all'idea del monstrum latino è u6 𒅆𒂍, che esprime ammirazione e stupore per qualcosa. Gli esseri ibridi sono molto più presenti e riconoscibili nell'iconografia piuttosto che nelle fonti testuali. L'abbondanza delle fonti e la loro varietà rende agevole identificare un essere ibrido grazie all'unione di riferimenti epigrafi e iconografici, ma spesso le corrispondenze fra i due campi non sono dirette. Il nome di un essere ibrido, ad esempio il serpente-drago leonino Mušḫuššu «Serpente Feroce/Rossastro» (in sumerico: 𒈲𒍽 MUŠ.ḪUŠ), non sempre fa riferimento al suo carattere ibrido, in questo caso di vipera cerasta cornuta dal corpo leonino, chiamandolo invece in base alla sua specie totemica preponderante. Di solito l'importanza e la centralità che l'essere ibrido ricopre nella storia sacra aiuta a identificarlo nella mitologia e nell'iconografia. Nel caso del Mušḫuššu si tratta di uno degli araldi divini e daimon regali più importanti e rappresentati della Mesopotamia. In altri casi bisogna tenere conto delle trasformazioni che gli stessi esseri ibridi vivono nel corso del tempo, non solo all'interno delle stesse culture mesopotamiche, ma anche in base alle influenze esterne. Tutti gli esseri ibridi, inclusi gli dèi, i saggi, i geni, i daimon e i demoni, si trasformano e mutano i propri caratteri su diversi piani di realtà in base alla sfera in cui agiscono o si realizzano, alle condizioni climatiche e geopolitiche, allo spirito del tempo, alla mitologia e all'enfasi che una particolare cultura vi attribuisce. Per gli assiriologi inglesi Jeremy Allen Black (1951-2004) e Anthony Raymond Green (1956-2012), si può parlare di cinque fasi nello sviluppo dell'immaginazione degli esseri ibridi e dei demoni mesopotamici. Una prima fase formativa tra il tardo periodo Ubaid (4700-4200 a.C.) e il periodo di Uruk (4000-3000 a.C.), in cui iniziano ad essere rappresentati i primi esseri ibridi sumeri; una seconda fase esplode in età accadica (2334-2154 a.C.) in cui la glittica si concentra sui combattimenti, la cattura e i grandi conflitti tra gli dèi e i vari esseri ibridi; una terza fase nel periodo paleobabilonese (1894-1595 a.C.) in cui viene raggiunto una sorta di equilibrio, dove le diverse forme ibride sono dotate di ali e associate ad una immaginazione dal carattere più simbolico e più vicina all'umano; una quarta fase pienamente trasformativa, segnata dai Mitannici (1600-1260 a.C.), i Cassiti (1531-1155 a.C.) e gli Assiri (1363-912 a.C.) nell'arco di tempo dal 1400 al 1000 a.C. ca., dove all'umanesimo babilonese segue un ulteriore periodo dalle magnifiche forme chimeriche, dove gli esseri ibridi ritrovano nuovo splendore; infine una quinta fase che prende piede dal 1000 a.C. in poi attraverso i neoassiri (911-609 a.C.), i neobabilonesi (626-539 a.C.) e gli achemenidi (550-331 a.C.), in cui gli esseri ibridi e demoniaci proliferano rappresentati in tutta la loro chimericità.

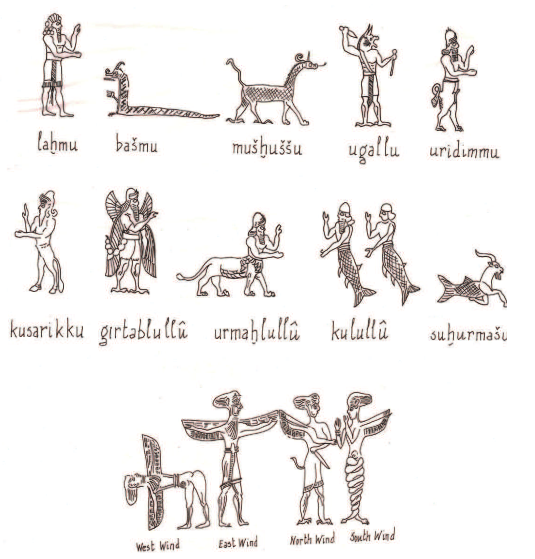
Disegni di esseri ibridi apotropaici nelle loro forme a partire dall'età accadica (2334-2154 a.C.), di Frans A.M. Wiggermann, da Id. The Mesopotamian Pandemonium, 2011, p. 303.

Verderame distingue due forme di esseri ibridi mesopotamici, una semplice e l'altra composita. La forma semplice è la più diffusa e si limita a unire due elementi e/o animali diversi tra loro, come nel caso dell'Aquila-Leone Anzû, la quale tra i sumeri ha il volto di Leone e il corpo d'Aquila che ne esaltano la potenza e l'imperiosità. Le varie parti animali permettono all'essere ibrido di esprimere più qualità contemporaneamente, aumentandone le capacità divine. La forma composita invece riunisce almeno tre o più parti ibride, si ritrova in tutti gli esseri i cui tratti indefiniti vanno considerati insieme nella loro complessità piuttosto che singolarmente, e mutano aspetto a seconda della funzione che svolgono in un dato momento. A differenza degli ibridi semplici, negli ibridi compositi non si tratta di un unico essere a cui sono aggiunte o sostituite delle parti animali, ma tutto il corpo è composto da molteplici parti animali diverse. La forma composita è quasi assente in epoca sumera, diventa più frequente a partire da Ur III (2112-2004 a.C.), si afferma con i paleobabilonesi (1894-1595 a.C.) e si intensifica soprattutto a partire dal 1000 a.C., con lo sviluppo delle correnti esoteriche mesopotamiche, che scompongono i singoli elementi di un essere divino e i singoli caratteri cuneiformi dei nomi divini nei loro significati simbolici. L'origine degli esseri ibridi è radicata nella mitologia sumera. Nella più antica cosmologia sumera della città di Eridu (5200 a.C. ca.), in origine nelle acque primigenie cosmogoniche della Dèa Nammu 𒀭𒇉 nasce per partenogenesi il cosmo embrionale indifferenziato An-Ki 𒀭𒆠. Gli esseri ibridi sono generati originariamente dalle acque di Nammu e vivono nel cosmo embrionale finché dallo stesso non sorge il dio Enlil 𒀭𒂗𒆤, che con la sua azione apre lo spazio atmosferico nel cosmo embrionale, separando il Cielo An 𒀭 dalla Terra Ki 𒀭𒆠 e dando vita alla sfera cosmica con le diverse regioni divine. Per i sumeri il cosmo equivale a una sfera universale che si comporta come una bolla sostenuta dall'azione degli dèi maggiori, uno spazio vitale fluttuante nella totalità delle acque primigenie di Nammu. In seguito alla separazione di Cielo e Terra, anche la coppia divina cosmogonica An e Ki si unisce in guisa di un Toro e una Vacca, generando ulteriori esseri ibridi all'interno del cosmo, che popolano e abitano le varie geografie liminali. Esistono diversi generi e specie di esseri ibridi. Seguendo Wiggermann, anche se esistono esseri primevi asessuati, gli esseri ibridi di solito formano coppie bisessuali maschili e femminili, a indicare la loro originaria completezza e androginia attraverso l'animalità. Nel corso del tempo gli esseri ibridi formano diversi gruppi che acquisiscono o svolgono funzione apotropaica contro le forze avverse. Per via della loro origine pre-cosmica, anche gli esseri ibridi posseggono una radianza/aura divina puluḫtu e melammû, ma di una divinità diversa, più originaria, arcaica, prismatica e meno differenziata rispetto a quella dei grandi dèi cosmici. Man mano che la civiltà sumera si sviluppa in insediamenti urbani sempre più grandi, e che di conseguenza i grandi dèi da forze cosmiche-animali si fanno progressivamente più antropomorfi, gli esseri ibridi divengono delle presenze che coadiuvano l'azione dei grandi dèi, spesso abitando le loro stesse regioni e domini. Ogni genere di essere ibrido è associato a un dio che opera nel suo stesso campo d'azione e dominio. Se il dio ricopre la totalità del suo dominio, l'essere ibrido ne esercita solo una parte, e mentre il dio ha la responsabilità di mantenere stabilmente un intero dominio con la propria presenza divina, l'essere ibrido ne accentua ed enfatizza un particolare aspetto sovrannaturale, soprattutto quando questo si relaziona con gli umani. Rispetto agli dèi, gli esseri ibridi risultano più imprevedibili, incarnano la natura poliedrica del cosmo vivente irriducibile a qualsiasi sistema. Gli esseri ibridi a seconda della loro specie sono guardiani del luogo, dispensatori di sapienza, araldi e consiglieri, preservatori della vita o dell'armonia cosmiche, incarnazioni di fenomeni naturali come i venti, le morti improvvise o violente. Tra le loro funzioni ricadono anche il mantenimento della pace, lo scoppio delle guerre e del clima violento, l'esecuzione della volontà divina cosi come il ruolo di membri delle corti degli dèi. In età sumera, l'associazione degli esseri ibridi con gli dèi è intuitiva. Ad esempio il Serpente-Drago Mušḫuššu è l'araldo e aspetto ibrido del dio serpentino e re dei serpenti Ninazu 𒀭𒊩𒌆𒀀𒋢 «Signore Guaritore» di Ešnunna. Gli sciamani-saggi apkallū Umani-Carpe pesci-puradu, i tritoni e le sirene Umani-Carpe Kulullû, e le neofocene Suḫurmašu, divenute poi Capra-Carpa Capricorno in età accadica, sono tutti esseri ibridi guaritori e spiriti divini delle acque del dio Enki 𒀭𒂗𒆠. Allo stesso dio sono associati anche gli atlanti villosi Laḫmu, spiriti selvatici dei corsi d'acqua, prima che vengano archetipizzati in un unico dio, guardiano dei domini divini, a seguito delle cosmologie accadiche del nord.

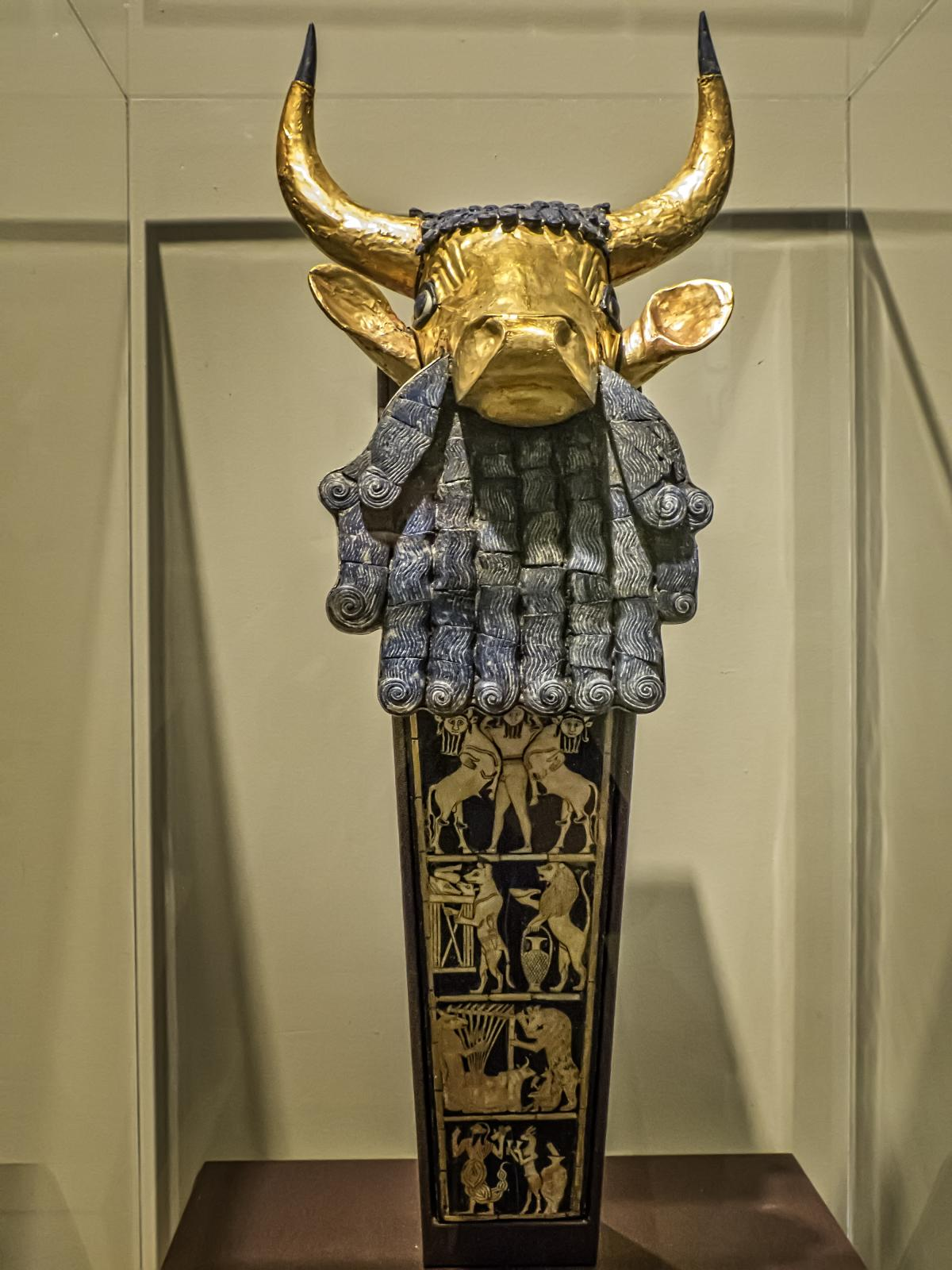
Lira dalla Testa di Toro di Ur, 2550 a.C. ca., B17694A, Penn Museum

Gli Umani-Scorpione Girtablullû, guardiani delle porte solari tra i monti, e gli Umani-Bisonti selvatici Kusarikku, guardiani bucolici delle mandrie e dei pascoli montani, vengono associati al dio sole Utu 𒀭𒌓, per via del fatto che il dio è uno dei pochi dèi che si spinge a viaggiare ogni giorno nel cielo percorrendo quelle terre lontane. I sumeri non sentono il bisogno di specificare l'associazione degli esseri ibridi e degli dèi in una mitologia dedicata, perché l'esistenza degli esseri ibridi è connaturata alla geografia sacra del cosmo in base alla propria specie o associazione divina. Per i sumeri il cosmo non è una realtà creata e stabilità una volta per tutte, ma un'esistenza che ciclicamente va riaffermata ad ogni anno. La civiltà sumera si radica nelle piane coltivate attorno al tempio, dimora terrena degli dèi e asse del mondo per le comunità poliadi, organizzate dal lavoro degli umani con la guida dei grandi dèi civilizzatori, mentre gli esseri ibridi marcano le regioni limitrofe e liminali, nonché i domini divini sovrannaturali situati fuori la civiltà, come le montagne, i deserti e le steppe, le acque dolci abissali dell'Abzû e l'oltretomba (Kur del Non Ritorno). Esempio emblematico di questa visione del mondo si può trovare sulla Lira dalla Testa di Toro di Ur (2550 a.C. ca.), uno dei tesori funerari del cimitero reale di Ur situato nella tomba del re, che servivano ad accompagnare il defunto e come doni per gli dèi dell'oltretomba. La lira è sormontata dalla testa d'oro del dio sole Utu in forma di Toro-Bisonte dalla barba di lapislazzuli, uno degli dèi regali che, come nel caso di Gilgameš, guidava i sovrani verso gli altri mondi. La testa del dio sole conduce alla prima scena in basso dove un guardiano trattiene due Tori-Bisonti androcefali, immagini animali delle catene montuose a est. A seguire si trovano tre scene ambientate nell'oltretomba, abitato da esseri animali e ibridi, tra cui un leone intento a servire libagioni, considerato il macellaio dell'oltretomba, un altro animale che suona la stessa lira, e un Umano-Scorpione Girtablullû in una delle sue prime forme sumere. Tutti gli animali raffigurati compongono una società teriantropa e umanimale composta da esseri ibridi, spiriti dei defunti, daimon e demoni, che nelle loro forme animali sono indistinguibili gli uni dagli altri. Durante il periodo protodinastico (2900-2350 a.C.) e con l'impero accadico (2334-2154 a.C.), la relazione tra gli dèi e gli esseri ibridi comincia a mutare drasticamente. Le nuove condizioni politiche, la polarizzazione delle città-stato, l'accentramento del potere nella classe amministrativa, l'insorgere della figura dallo stampo più eroico e individualista dei grandi uomini (lugal) rispetto ai re sacri sumeri (en), l'inasprirsi della scissione tra la città e la periferia, esaltano altresì gli dèi poliadi della civiltà. La glittica dell'età accadica introduce dei motivi prima pressocché assenti nell'immaginario sumero, ossia le lotte tra divinità, e tra divinità ed esseri ibridi. L'influenza semita degli accadi rende gli dèi poliadi sumeri più tirannici, imperialisti, guerrafondai e desiderosi di estendere il proprio dominio sulle zone limitrofe. La natura chimerica e liminale degli esseri ibridi diventa il facile bersaglio delle mitologie di quest'epoca, trasformando di colpo gli esseri ibridi in ribelli e gli dèi in guerrieri vittoriosi. La polarizzazione colpisce gli esseri ibridi, bollandoli come nemici, sopprimendone le caratteristiche individuali e raggruppandoli indistintamente in un'unica regione a prescindere dalla loro specie. Tutti gli esseri ibridi vengono identificati con le regioni montane anche quando non vi appartengono, così come accade lo stesso quando saranno identificati come progenie del mare Tiāmat. La relazione tra dèi ed esseri ibridi ora viene ricondotta alla dinamica servo-padrone, dove l'essere ibrido, a prescindere dall'uccisione o dalla sconfitta subite nel mito, permane nella glittica per svolgere la sua funzione apotropaica come servo sottomesso del dio. I miti che nascono a partire dall'età accadica e durante tutta la fase neosumera, tra i periodi di Ur III (2112-2004 a.C.) e di Isin-Larsa (2025-1763 a.C.), si concentrano sul motivo del dio guerriero ammazzadraghi Ninurta, che assume qualità sempre più solari e saturnine, e combatte contro i draghi e gli esseri ibridi delle regioni montane. Questi motivi influenzano a posteriori anche le versioni di miti scritte in questo periodo riguardo re divinizzati di età sumera, come l'Epopea di Gilgameš, e fungeranno da modelli per le grandi mitologie future di età assiro-babilonese. In genere gli esseri ibridi non ricevevano un proprio culto specifico, ma già a partire dall'Età del Medio Bronzo (2000-1550 a.C.), e soprattutto nell'Età del Ferro nel I millennio a.C., diversi esseri ibridi divengono divinità minori e indossano la corona divina. Tra i medioassiri (1363-912 a.C.) sono attestate offerte come ad esempio la dedica di una croce di bronzo a un Umano-Bisonte Kusarikku da parte del suo servo Šamaš-tukultī, e tra i neobabilonesi (626-539 a.C.) molti esseri ibridi, tra cui un Cane-Rabbioso Uridimmu e un Leone-Umano Urmaḫlullû, divinizzati con la corona divina, ricevevano offerte votive ed erano chiamati con il determinativo divino 𒀭 AN. Con la vittoria babilonese di Nabucodonosor I (1125-1104 a.C.) contro Elam e il ritorno della statua/presenza del dio Marduk 𒀭𒀫𒌓 in Babilonia, viene composto l'Enūma eliš (1125 a.C.), in cui Marduk viene esaltato come re degli dèi, successore di Enlil e dio demiurgo della nuova cosmologia babilonese nell'Età del Ferro. In questo momento in Mesopotamia avviene un cambiamento radicale attraverso la cosmologia babilonese, che influenza sia lo statuto degli dèi che quello degli esseri ibridi. Nell'Enūma eliš tutte le varie specie di esseri ibridi vengono archetipizzate in undici singoli esemplari totemici, che divengono la progenie della dèa Tiāmat e vanno a formare altresì alcune costellazioni celesti. Nella sfera cosmologica, una volta sconfitti da Marduk, le statue degli undici esseri ibridi vengono poste ai cancelli d'entrata dell'Apsû, così come in parallelo le fonti storiche confermano che le loro statue erano presenti nel tempio di Marduk. Una volta assoggettati dagli dèi della civiltà, gli esseri ibridi divenivano guardiani apotopraici al loro servizio, proteggevano l'impero, il re, e il popolo. Le loro immagini, statuette e rilievi potevano trovarsi regolarmente nei pressi di porte, sulle mura o nelle fondamenta dei palazzi del I millennio a.C. e delle case private, ma anche su amuleti indossati sul corpo, e soprattutto in grande quantità sui cilindri di ogni periodo storico.

### Le presenze daimoniche e demoniache
Come nel caso della dicitura di esseri ibridi (Mischwesen), anche nelle lingue sumera e accadica non esiste una parola specifica che identifichi i demoni come categoria a sé. La parola udug/utukkū 𒌜 UDUG è uno dei termini più antichi finora noti adoperato dai sumeri per riferirsi in generale a presenze metafisiche e immaginali ineffabili, tra cui si trovano gli esseri daimonici e/o demoniaci. Di per sé, gli udug/utukkū sono una fauna miscellanea di esseri ibridi proteiformi dai tratti indefiniti e cangianti, progenie del cosmo embrionale An-Ki, tra cui possono sorgere potenzialmente diversi daimon/demoni. Non tutti gli esseri ibridi sono udug, ma tutti gli udug possono potenzialmente divenire esseri ibridi. Una differenza sostanziale è che mentre gli esseri ibridi possono essere anche bisessuali, gli udug non hanno una forma specifica a meno che non ne acquisiscano una nell'immaginazione. Inoltre, mentre gli esseri ibridi apotropaici non erano mai agenti negativi, gli udug potevano portare sofferenza e malattia. Nel complesso tutte le culture mesopotamiche si rapportano con gli udug nello stesso modo in cui si relazionano con le presenze sottili che abitano il cosmo assieme agli animali selvatici, che quindi sono al contempo anche presenze daimoniche. Dato che per l'immaginazione sacra mesopotamica rappresentare l'immagine di un essere significa invocarlo o evocarne un aspetto, e che i demoni tendono ad avere tratti indefiniti, i sumeri non rappresentano mai i demoni o in generale le presenze nefaste, le cui immagini diventano invece molto più numerose e definite con le successive culture assiro-babilonesi. L'unico momento in cui viene scolpita l'immagine di un demone è per catturarne la presenza all'interno del manufatto durante i rituali esorcisti, alla fine dei quali si sotterra o distrugge subito l'immagine, oppure nei casi in cui il demone diviene un daimon protettore, la cui immagine può fungere da amuleto apotropaico che difende dall'azione di altri demoni oppure dall'azione demoniaca dello stesso daimon. Per identificare i demoni perciò ci si riferisce principalmente alla raccolta di testi magici Udug-ḫul/Utukkū lemnūtu. Come riprende Verderame, i demoni a partire dai sumeri sono anzitutto figure indefinite e neutrali, la cui indole benevola o avversa deve essere specificata in ogni singolo caso mediante gli aggettivi «benigno» (in sumerico: ṭābu/DU10 𒄭) e «maligno» (in sumerico: lemnu/ḪUL 𒅆𒌨). A partire dai testi degli scongiuri di Ebla risalenti al III millennio a.C. troviamo la più antica menzione di un demone maligno udug-ḫul che colpisce le ginocchia oppure l'organo sessuale. Nello stesso periodo, tra i demoni sumeri si distinguono alcuni gruppi di singole entità demoniache che sono circoscritti senza definirne le caratteristiche. Oltre agli udug maligni, ci sono i gendarmi galla (in sumerico: gal5-la2 𒋼𒇲), demoni guardiani del Kur del Non Ritorno dove dimorano gli spiriti dei morti, che hanno il compito di impedire agli spiriti dei defunti di tornare nel mondo dei vivi, o ancora i Sette, presentati sempre in gruppo di sette demoni, ognuno con fattezze uniche nell'iconografia ma descritti nei testi come aventi un'apparenza strana, con caratteristiche che mutano costantemente. Fanno parte di questo tipo di gruppi anche le più generiche divinità maligne. A seguire si trovano demoni specializzati, la cui identità e ambito d’azione è ben definita o si è venuta a definire nel tempo: primi fra tutti la Lamaštu, la demone che uccide i bambini, e Pazuzu. Poi c'è Šulak «mani sporche», demone che dimora nei bagni e lavatoi, e il gruppo degli spiriti lil (in sumerico: (d)lil2 𒆤), ardat-lilî, kiskilīlu, lilītu e lilû, sorta di incubi e succubi. Poi vengono entità con uno status ben definito nel pantheon e nella mitologia, ma il cui nome è anche associato a esseri demoniaci e malattie personificate; è questo il caso di Namtar «destino», dio infero e ministro della dea Ereškigal, o di Asag/Asakku, mostro caotico sconfitto dal dio Ninurta sulla montagna. Infine ci sono diversi demoni personificazioni di malattie psicofisiche, come l'itterizia ahhāzu «quello che afferra», il demone associato all'epilessia bēl ūri «signore del tetto», il li’bu che scatena una malattia della pelle, miqtu «caduta», ṣīdānu «vertigini», ummu «febbre», e molti altri. L'indefinitezza è un tratto tipico degli udug, a cui si accompagna la loro consistenza aerea. Dato che un demone poteva manifestarsi improvvisamente, la loro azione si estende nell'aria attraverso i venti e l'atmosfera, oltrepassa le soglie, le fessure e le crepe di mura, porte e finestre, oppure si insinua negli orifizi, infettando i corpi dall'interno. Negli scongiuri paleobabilonesi si intima al demone di lasciare la sua preda per salirsene in cielo come il fumo o l'incenso. La loro presenza, evanescente come l'aria, si accompagna ad una perfetta silenziosità. I demoni sono impercettibili oppure emettono suoni particolari come i versi di un animale sconosciuto. I demoni adoperano il contatto fisico per attaccare le proprie vittime.

### I daimon e le presenze spirituali dell'individuo
Tra gli udug si distinguono diverse presenze daimoniche che costituiscono le nature sottili e immaginali degli umani, alla stessa maniera delle altre civiltà antiche. Seguendo l'assiriologo danese Thorkild Jacobsen (1904-1993) nella sua opera miliare The Treasure of Darkness, durante il periodo protodinastico (2900-2350 a.C.) avviene una trasformazione radicale del carattere degli dèi e dei sovrani. La monarchia androcentrica e la polarizzazione delle città-stato sumere, ognuna in lotta per il dominio sulla regione di Sumer, unite al mutamento nella sfera ieratica della figura del sovrano e della sua legittimazione, esaltano i re con i propri dèi personali poliadi. A partire tra la fine del periodo protodinastico (2350 a.C.) e l'impero accadico (2334-2154 a.C.), e a seguire in età neosumera tra Ur III (2112-2004 a.C.) e il periodo di Isin-Larsa (2025-1763 a.C.), dai nuovi mutamenti politici, religiosi e sociali si sviluppa gradualmente una dimensione spirituale più individuale, esacerbata dalla cultura semita, dove ciascun individuo intrattiene un rapporto intimo con i propri dèi progenitori e i propri daimon protettori šēdu e lamassu. Dal 2000 a.C. ca ogni umano ha una relazione diretta con i suoi dèi e daimon, condividendo quattro presenze divino-daimoniche di cui dagli accadi si rimarca il senso di forza vitale, definite durante i medio-neo assiri-babilonesi. Per l'assiriologo austriaco Adolf Leo Oppenheim (1904-1974), lo (d)Alad/šêdu 𒀭𒆘/𒆗 è il daimon mascolino, forza vitale/spirituale e vigore sessuale, esprime potere animale taurino/leonino come il ka egizio. La dLama/lamassu 𒀭𒇴/𒆗 è la compagna/natura femminina dello šêdu, dèa daimonica che muove il carattere e la natura del singolo. La parola ištaru viene da Ištar, è la dèa che traccia il destino (šīmtu) e la vocazione della vita assieme all'ilū, dio personale, del popolo e della stirpe, forza agente, che per Oppenheim equivale al greco eudaimon. Le quattro presenze sono ancipiti e prismatiche: gli ilu/ištaru sono progenitori divini che plasmano (banûm) il corpo sottile e se ne prendono cura in vita, ognuno è figlio dei suoi dèi, mentre gli šêdu/lamassu sono condivisi dagli dèi e dai singoli fin dalla nascita. Una deità può anche essere entrambi gli šêdu/lamassu. I due daimon sono guardiani delle soglie di palazzi, troni, città, case e templi. Con la nascita del grafema (d)Alad/šêdu 𒀭𒆘 AN.KALxBAD in età paleobabilonese, il segno 𒁁 BAD in 𒆘 KAL indica lontananza geografica ed eterea, esalta il potere dei daimon di involarsi in ogni dominio umano e divino, e condurre verso le altre realtà. Al contempo molti dèi ed esseri ibridi divengono alati, tra cui Tori, Vacche, Leoni, Ibex, Cavalli, Centauri-Leoni, Kusarikku, ecc. Nei testi i due šêdu e lamassu entrano ed escono volatili dai corpi e dalle regioni cosmiche, intercedono presso gli dèi. Secondo l'espressione coniata dallo studioso di religioni comparate tedesco Gregor Ahn (1958), gli šêdu e lamassu, al pari di altri esseri daimonici del Vicino Oriente antico come i cherubini, sono esseri travalicanti (Grenzgänger), letteralmente «valicatori di soglie» che percorrono tutto il cosmo divino. Nei testi del periodo di Ur III, la dèa Inanna/Ištar ha un Me speciale per assegnarli ai sovrani e agli individui, mantenendo una lunga tradizione che lega la dèa ai daimon. Gli dèi e gli umani hanno, e quindi sono, i loro šêdu e lamassu. I due daimon proteggono il singolo circondandolo ai fianchi, oppure seguendolo uno avanti e l'altro indietro, inscrivendolo nel loro ierocampo quando esce di casa per svolgere le sue attività quotidiane o se viaggia fuori lo spazio degli dèi poliadi. Il re Gudea per esempio, nel momento in cui sta imbarcandosi da Girsu verso Lagaš, la città della dèa Nanše, prega la dèa di inviargli i suoi spiriti guardiani per proteggerlo nel tragitto, «possa il tuo buon Udug camminare davanti a me, possa la tua buona Lama camminare dietro di me!». Anche nella vicenda del re Lugalbanda, i suoi amici e fratelli lo pregano di non inoltrarsi da solo nei luoghi remoti e selvaggi perché il loro buon Udug e la loro buona Lamma non seguiranno il re. Nel caso in cui gli auspici e i vaticini siano sfavorevoli, è possibile che lo šêdu e la lamassu si schierino con le forze avverse, come favorire un esercito nemico. Per questo, spesso nelle invocazioni e nei rituali, il guaritore o esorcista si premura di invocare anzitutto il suo buon šêdu e la sua buona lamassu, che lo accompagnano alla sua destra e alla sua sinistra prima di affrontare un demone. Se le forze nemiche dovessero sovrastare i due spiriti, il guaritore può raddoppiare i suoi spiriti invocandone altri due. Entrambi guidano lungo il destino scelto dagli ilū/ištaru, ma possono lasciare il singolo alla malasorte e all’inedia se non rispettati, oppure se vinti da stregoni, demoni e dèi nemici. Non tutti gli umani sono sempre protetti, se non per amore dei loro dèi e daimon. Alla morte dell'individuo, dalla sua componente spirituale si genera lo spirito gidim/eṭemmu che preserva memoria e identità del singolo, per i sumeri si incammina aeriforme attraverso le steppe e le piane desertiche, possibilmente guidato dai suoi šêdu e lamassu, per oltrepassare i monti e andare ad abitare il Kur del Non Ritorno, assumendo fattezze ibride animali alla corte della dèa regina dei morti Ereškigal e dei suoi vari dèi sposi Tori-Serpenti, anch'essi dèi ibridi. Con l'avvento delle cosmologie semite invece, il mondo dei morti viene posto sottoterra, dove gli spiriti discendono nella dimensione infera. Per i sumeri è essenziale che i defunti abbiano una lunga discendenza, cosicché gli spiriti degli antenati possano essere onorati il più a lungo possibile con offerte di cibo e acqua, affinché i loro gidim non siano costretti a cibarsi di polvere. Se il gidim di una persona non è pacificato e onorato, può perseguitare i vivi in guisa di un demone. Dopo la morte, gli šêdu e lamassu tornano dalla dèa Inanna/Ištar, che li invierà a guidare i nuovi nascituri della stirpe oppure i nuovi nati, affini alla natura dei daimon.

## Nascita e sviluppo del motivo

### Il Toro e la Vacca nella civiltà sumera

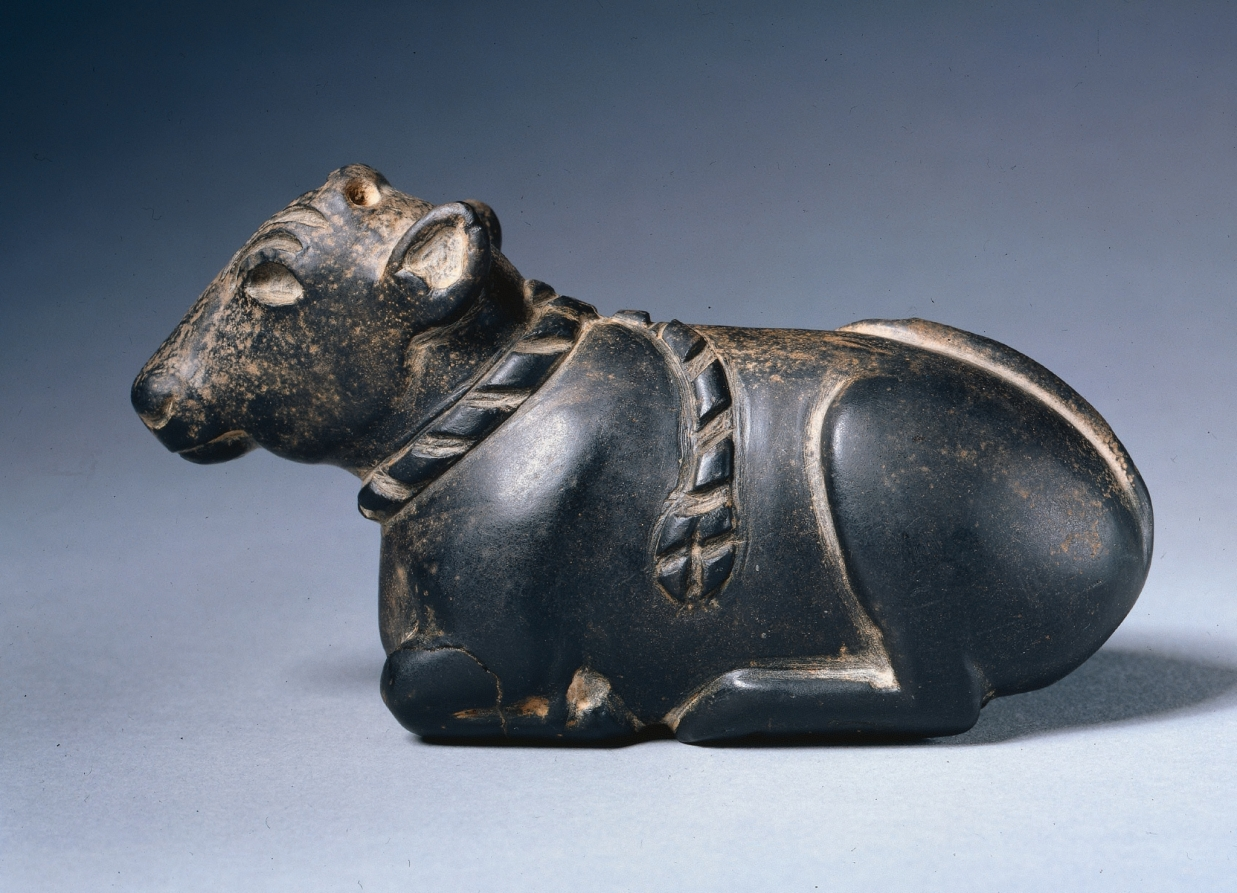
Vitello sacro, statuetta cultuale sumera, 2700 a.C., Cleveland Museum of Art.

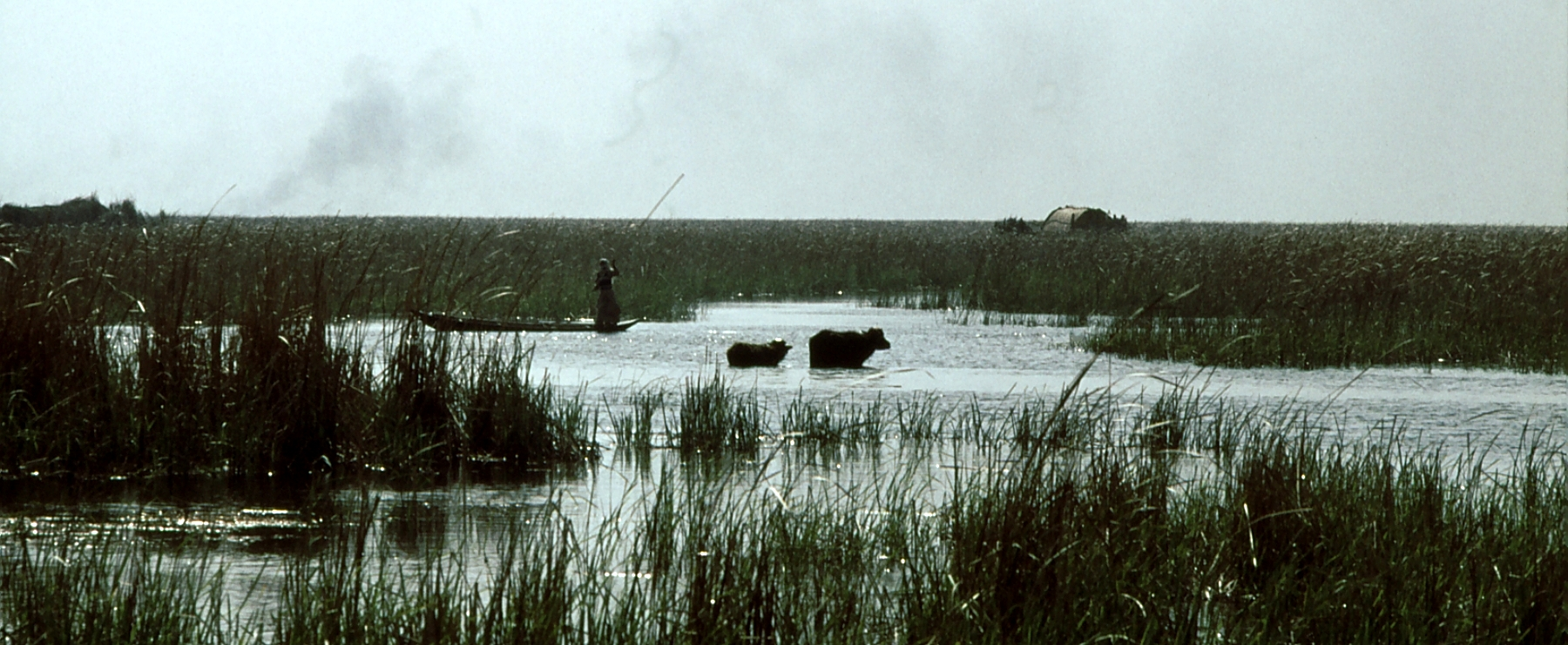
Pianure acquitrine del sud della Mesopotamia, Paul Dober, 1978

Già prima dello sviluppo dei primi insediamenti urbani della civiltà sumera a partire dal 4000 a.C., nelle zone fertili delle pianure alluvionali del sud della Mesopotamia e sui fianchi collinari della Mezzaluna Fertile tra le pendici dei Monti Zagros e i Monti del Tauro, si trovano le specie bovine dell'uro Bos primigenius, il toro gibbuto Bos taurus indicus, assieme ai bufali d'acqua Bubalus bubalis e ai bisonti. I bovidi hanno mantenuto una posizione prominente all'interno dell'immaginazione sacra e mitologica di tutti gli abitanti della regione. Il Toro, la Vacca e i bovidi sono tra le specie totemiche principali che hanno plasmato la vita e l'immaginazione sacra di tutto il Vicino Oriente. I motivi taurini si presentano in diversi oggetti e architetture cultuali: nelle icone, talismani, effigi e insegne divine, nei santuari e negli altari a forma di toro, e nell'uso diffuso di corna taurine per innalzare i bordi degli altari. Il toro come animale totemico è legato alla fertilità dei raccolti, associato al periodo della semina e mietitura del grano. Per questo motivo nell'iconografia celeste già a partire dai sumeri, il toro può essere rappresentato con orecchie e/o coda di grano, per indicarne il ruolo di divinità della fertilità nel periodo primaverile, mentre le corna del toro esprimono il potere fertile mascolino affine al fallo. All'interno del pantheon mesopotamico, il Toro è l'animale totemico di diversi dèi. I due fiumi Tigri ed Eufrate hanno le loro foci sui monti del nord, scorrono verso il sudest e sfociano nel Golfo Persico. Il Tigri ha origine dalle catene orientali e a causa della sua irregolarità non ha mai permesso l'insediamento di villaggi e città permanenti lungo le sue rive. L'Eufrate è un fiume più lento che scorre verso sudovest e poi curva verso sudest, marcando di netto il territorio fertile del centro dalle steppe aride che si stagliano oltre le sue coste occidentali. Da qui il fiume continua il suo corso attraverso le pianure alluvionali e gli acquitrini paludosi del sudest, porta meno acqua del Tigri ma dato che ha una corrente debole, è più facile da navigare e risalire. Alle loro foci, i due fiumi vengono ingrossati dallo scioglimento in primavera ed estate delle nevi invernali sui monti, e dalle piogge invernali-primaverili, con il conseguente allagamento delle pianure verso la fine della primavera. In seguito il livello dell'acqua diminuisce drasticamente e raggiunge i suoi livelli minimi e più secchi verso la fine dell'estate e durante l'autunno. Durante il periodo di Uruk (4000-3100 a.C.) avvengono importanti scoperte agricole. Con l'invenzione dell'aratro verso la fine del IV millennio a.C., tirato da tori, vacche o asini selvatici addomesticati, diventa possibile scavare lunghi solchi nel terreno durante la stagione della semina, sostituendo la zappa. L'aratro coi bovini permettono altresì lo scavo e l'organizzazione dei canali agricoli che portano l'acqua vivificante in zone di terreno prima irraggiungibili, e il drenaggio delle acque alluvionali. L'associazione spirituale rende il Toro, e soprattutto la Vacca, due animali in grado di aprire il deflusso delle acque dolci e portare la vita nelle regioni sterili. Nella tavoletta degli indovinelli di Lagaš (2400 a.C.) viene presentata una lista di nomi divini di diversi canali d'irrigazione che sono spiriti protettori totemici e forme divinizzate dei canali, assieme ai nomi di totem guardiani pesci e serpenti, e ai nomi degli dèi poliadi della città. Qui compare il più antico riferimento alla dea/daimon patrona Lama «Il suo canale è la "vigile/guardinga Lama" [dlama-igi-bar 𒀭𒆗𒅆𒁇]; La sua deità è la "benevola Lama" [dlama-ša6-ga 𒀭𒆗𒊷𒂵]». Dal periodo protodinastico III (2600-2370 a.C.), in Mesopotamia compaiono incisioni e statuette di tori-bisonti antropocefali barbuti. Nell'iscrizione regale risalente alla Seconda dinastia di Lagaš (2230-2110 a.C.) del re Ur-Ningirsu I (2124-2119 a.C.), figlio del re Gudea, si legge «Alla dea patrona [dlamma] Bau, la sua signora Ninniĝaresi, sposa di Ur-Ninĝirsu, ha dedicato questo toro antropocefalo per la prosperità di Ur-Ninĝirsu, sovrano di Lagaš, e per la propria prosperità. Il nome di questo dono votivo è "Possa la mia Signora crescerlo e averne cura!"». Similmente, nell'iscrizione regale di età neosumera del re Nammaḫni (2113-2110 a.C.) si legge «A Nanše, la sua signora, Ninkagina, la figlia di Kakug, ha dedicato questo toro antropocefalo per la prosperità di Nammaḫni, sovrano di Lagaš». Da queste iscrizioni si comprende che il Toro antropocefalo continua ad essere uno degli spiriti totemici incarnati dai sovrani, e quindi immagine del loro spirito protettore, che in quanto Tori sono affidati alle dee nei templi perché li allevino e li nutrino, guidando il sovrano e promuovendone il benessere.

Nel periodo protodinastico II (2750-2600 a.C.) nascono le prime immagini della caratteristica corona divina con corna taurine. L'introduzione della corona taurina segna un'importante trasformazione culturale nella civiltà mesopotamica, che da una mitologia comunitaria e società agricola incentrata sulla Grande Dèa in forma di dèa Vacca-Leonessa e Dèa Madre, comincia a esaltare di più l'autorità androcentrica nelle società urbane. La nascita del motivo della corona taurina coincide con il consolidarsi delle città-stato e l'instaurarsi di monarchie ereditarie per discendenza maschile. Nell'iconografia, le corone taurine diventano il tratto distintivo degli dèi rispetto agli umani. Dal punto di vista ieratico, la corona taurina indica una teriantropia illuminata che unisce aspetti totemici umani e animali. Inizialmente viene indossata da tutti gli dèi maggiori e da alcuni dèi minori e spiriti guardiani, ma in breve tempo il motivo si diffonde in tutto il Vicino Oriente e diventa un attributo caratteristico delle divinità maggiori della fertilità e della tempesta. Le corone taurine di questo periodo presentano la ricerca in corso di diversi motivi iconografici per esaltare meglio la divinità, uniscono diversi elementi taurini, vegetali e celesti. Sui modelli di corone sumere nel periodo protodinastico III (2600-2370 a.C.), le corna taurine hanno tra loro delle spighe di grano, che richiamano i Tori con coda e orecchie di spighe presenti sui cilindri, per augurare l'abbondanza dei raccolti. Al centro tra le corna si trova una maschera leonina che riprende le fattezze dell'Aquila-Leone Anzû, sormontata da una falce di luna che in alcuni casi diventa un tridente. Da queste corone si svilupperanno poi i modelli delle corone accadiche con più livelli di corna. La corona piumata deriva da un cerchietto in cui venivano poste diverse piume lunghe. In seguito con gli accadi, il copricapo assume sempre più forma verticale divenendo una corona cilindrica con una schiera di piume sulla sommità, e in seguito evolverà ulteriormente con l'aggiunta di corna taurine alla base. Questo tipo di corona sarà molto diffuso tra il 900 e il 700 a.C. tra i neoassiri, e verrà indossata soprattutto dai lamassu Tori antropocefali alati. I Leoni antropocefali alati invece sono di solito incoronati con l'elmo cornuto tipico dei guardiani divini e dei daimon ibridi.

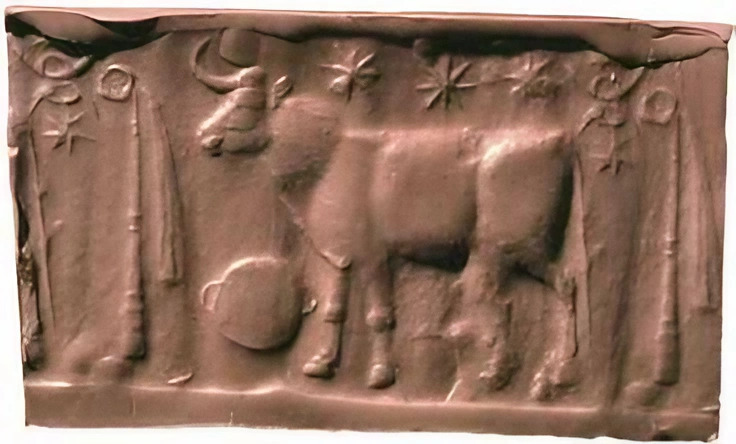
Toro Celeste tra sole nascente e calante e le insegne di Inanna durante le celebrazioni della dèa come Stella del Mattino e della Sera, cilindro sumero, 3000 a.C. ca.

#### Il Toro Celeste in epoca sumera

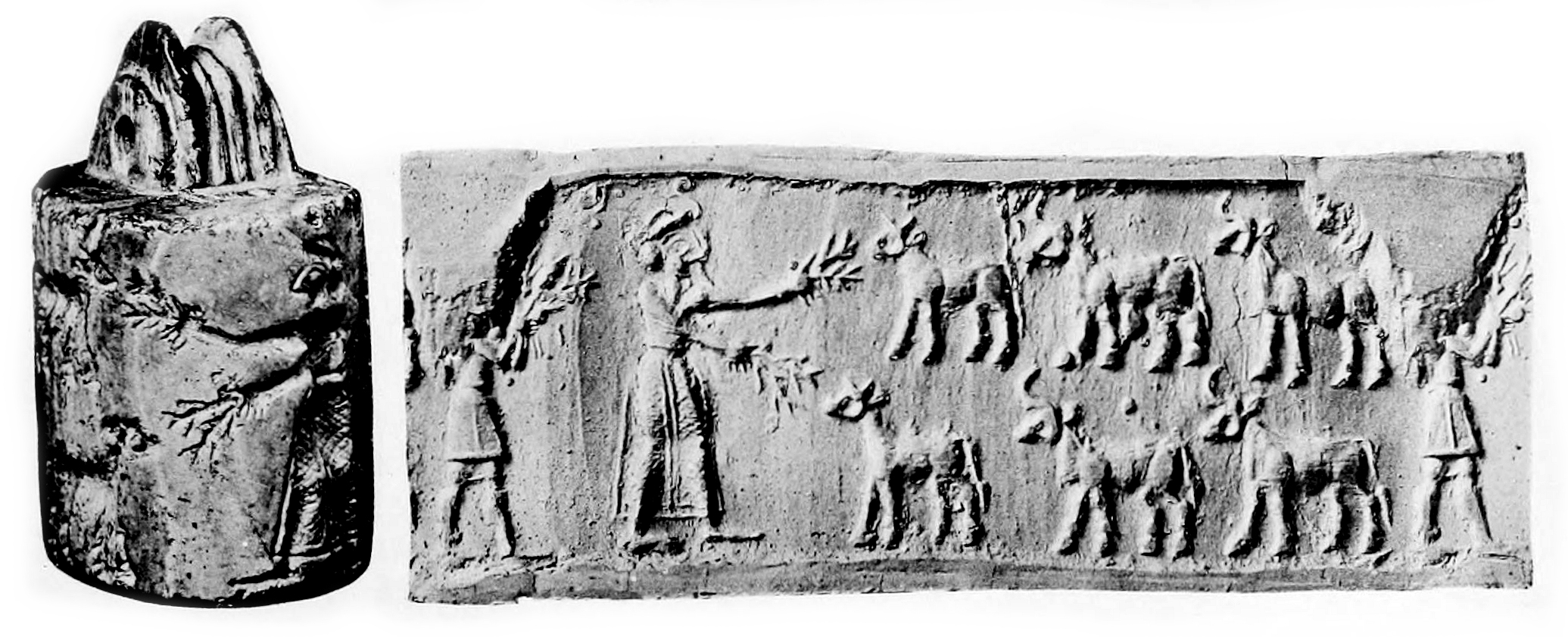
Re sumero nutre la mandria sacra con grano, cilindro sumero, 3200 a.C.

Durante quasi tutta la civiltà sumera (4500-1750 a.C.), l'equinozio di primavera cade in Marzo nella costellazione zodiacale del Toro Celeste (in sumerico: 𒀯𒄞𒀭𒈾 mulGUD.AN.NA) che corrisponde all'attuale costellazione del Toro. Per lo storico delle religioni Joseph Campbell (1904-1987) la società sumera si trova quindi nell'epoca precessionale dell'Età del Toro (4320-2160 a.C.), caratterizzata dalla centralità dell'immagine del Toro e della Vacca nell'immaginazione sacra delle civiltà di quest'epoca. Come riprende lo studio classico del poliedrico tedesco Willy Hartner (1905-1981), la costellazione del Toro è portatrice del rigoglio primaverile e inaugura l'avvento della stagione fertile con la levata eliaca del Toro Celeste dai Monti Zagros ad est. Sorgendo da oltre le montagne, il Toro Celeste ritorna a brulicare l'erba dei pascoli montani all'orizzonte. Il momento segna la celebrazione del Nuovo Anno nell'antica Mesopotamia, e coincide sia con la stagione della figliatura delle vacche, la nascita di nuovi vitelli e l'accoppiamento dei bovini, sia con il periodo della mietitura, della vendemmia e della nuova semina. Nel corso della civiltà sumera, il Toro Celeste mantiene la sua posizione di totem divino dei sovrani, e ne è perciò l'alad/šēdu. Al contempo vengono celebrate le nozze sacre tra il re (in sumerico: en), che diviene il dio-re pastore della vegetazione e della fertilità Dumuzi risorto con il rigoglio primaverile, e la dèa Inanna, rinnovando così il ciclo stagionale della fertilità annuale e il legame tra le sfere celesti e il cosmo terrestre. Il Toro Celeste assurge a totem divino che lega il re alla totalità del cosmo celeste di Inanna. Durante e dopo la primavera, il Toro Celeste continuerà a percorrere quotidianamente la volta celeste finché non tramonterà oltre le steppe occidentali, venendo quindi divorato nel mezzo della stagione estiva dalla costellazione del Leone Celeste (in sumerico: 𒀯𒌨𒈤 mulUR.MAḪ) allo zenit. In questo momento si celebrano i riti funebri per la morte della vegetazione in forma di lamentazioni rituali per la morte di Dumuzi, interpretata come la sua dipartita verso il Kur del Non Ritorno, come racconta il mito della Discesa di Inanna negli inferi, mentre il Toro Celeste Gugalanna, ucciso dal Leone che sorge eliaco dai monti, riprenderà il suo posto nell'oltretomba di primo marito della dèa regina dei morti Ereškigal, sorella maggiore di Inanna e suo aspetto ctonio, fino a quando non risorgerà la prossima primavera. Nelle raffigurazioni, il Toro Celeste è solitamente circondato da tre stelle o da corpi celesti, mentre le statuette del Toro Celeste ne manifestano il corpo celestiale con diverse pietre preziose incastonate sul suo corpo. Per tutta l'età sumera il Toro Celeste mantiene la sua posizione prominente, ma durante il periodo protodinastico la sua natura divina viene messa in crisi dai mutamenti climatici, politici e culturali che portano l'araldica regale ad esaltare piuttosto il totem del Leone. A partire dalla prima stesura dell'Epopea di Gilgameš (2100 a.C.), il Toro Celeste muta la propria natura e viene presentato per la prima volta nella storia mesopotamica e sumera come un agente di siccità. Secondo l'assiriologo Claudio Saporetti (1938), il carattere del re sumero Gilgameš è prettamente solare.

#### Il Toro, il Leone e la Leonessa tra l'età sumera e il protodinastico
Per i sumeri, il Toro e il Leone sono due dei maggiori animali totemici divini, ognuno legato ad una sfera divina e una propria geografia sacra. Se il Toro e la Vacca rappresentano l'animale delle pianure coltivate e della civilizzazione di Sumer, il Leone e la Leonessa sono invece le feroci forze divine a guardia delle soglie del mondo conosciuto, al confine tra le terre fertili e le terre selvatiche, tra la civiltà e le steppe al limitare del deserto, dove incombe morte certa. Per questo motivo i Leoni e le Leonesse sono legati anche all'immaginario del Kur del Non Ritorno, come portatori di morti violente. Una delle più antiche rappresentazioni del Leone in ambito sumero è il coltello di Gebel el-Arak (3500-3200 a.C.) dove la figura regale sumera al centro, nella posa del Signore degli Animali, doma due Leoni circondato dalle sue mandrie. A seguire c'è la Leonessa di Guennol (3000-2800 a.C.). In parallelo alla comparsa di Tori antropocefali, a partire dal 2600 a.C. con la crescente influenza semita degli accadi, viene introdotta nell'iconografia la sfinge autoctona della Mesopotamia, Leone androcefalo che resterà nella glittica fino agli achemenidi. A differenza della sfinge egizia, che ha un ruolo e nomi precisi nel cosmo egizio, appare maestosa e incarna il potere sovrano del faraone, la sfinge in Mesopotamia e nelle regioni limitrofe del Levante e dell'Anatolia non è legata a un particolare contesto o luogo. Le più antiche rappresentazioni del Leone androcefalo risalgono al protodinastico II (2750-2600 a.C.) e all'impero accadico (2334-2154 a.C.), dove appare con il volto barbuto e il copricapo rotondo, spesso legato a un giogo agricolo che traina per lavorare la terra, ma le sue apparizioni saranno più frequenti dal tardo II millennio e in tutto il I millennio a.C. L'esatto nome del Leone androcefalo non viene riportato, ma in quanto spirito protettore di dèi e sovrani, la sua presenza rispecchia quella del Toro androcefalo. L'iconografia del Leone androcefalo nasce indipendentemente dalle sfingi egizio-fenicie di questo periodo. A partire dal 2000 a.C., le sfingi vengono scolpite in statuette d'avorio e si ritrovano nei sigilli e sui vasi di Kültepe, Acemhüyük e Konya Karahüyük. Il nome proprio della sfinge mesopotamica non è stato preservato. Come riprende Wiggermann, il Leone androcefalo accadico è assimilato alla dicitura (d)Alad/šêdu 𒀭𒆘/𒆗 che si riferisce al daimon mascolino taurino, riunendo pertanto il Toro sumero e il Leone semita. Per questo dopo la sua comparsa nel protodinastico, la sfinge nei cilindri funge spesso da compagna animale durante la celebrazione di scene cultuali, oppure si accompagna ad altri esseri ibridi, preda o combatte altri animali, ma viene anche sconfitta, domata o ammaliata da figure di varia natura, come eroi, geni e daimon, anche della sua stessa specie. La sfinge, come gli altri leoni e i grifoni, evoca da un lato il sommo potere di travolgere tutti i nemici, e dall'altro funge da guardiana delle terre fertili di contro all'avanzata del deserto. La loro sottomissione riprende la capacità del sovrano di porre in armonia la civiltà con la sfera selvatica.

### L'Aquila-Leone Imdugud/Anzû tra il periodo di Uruk e Ur III

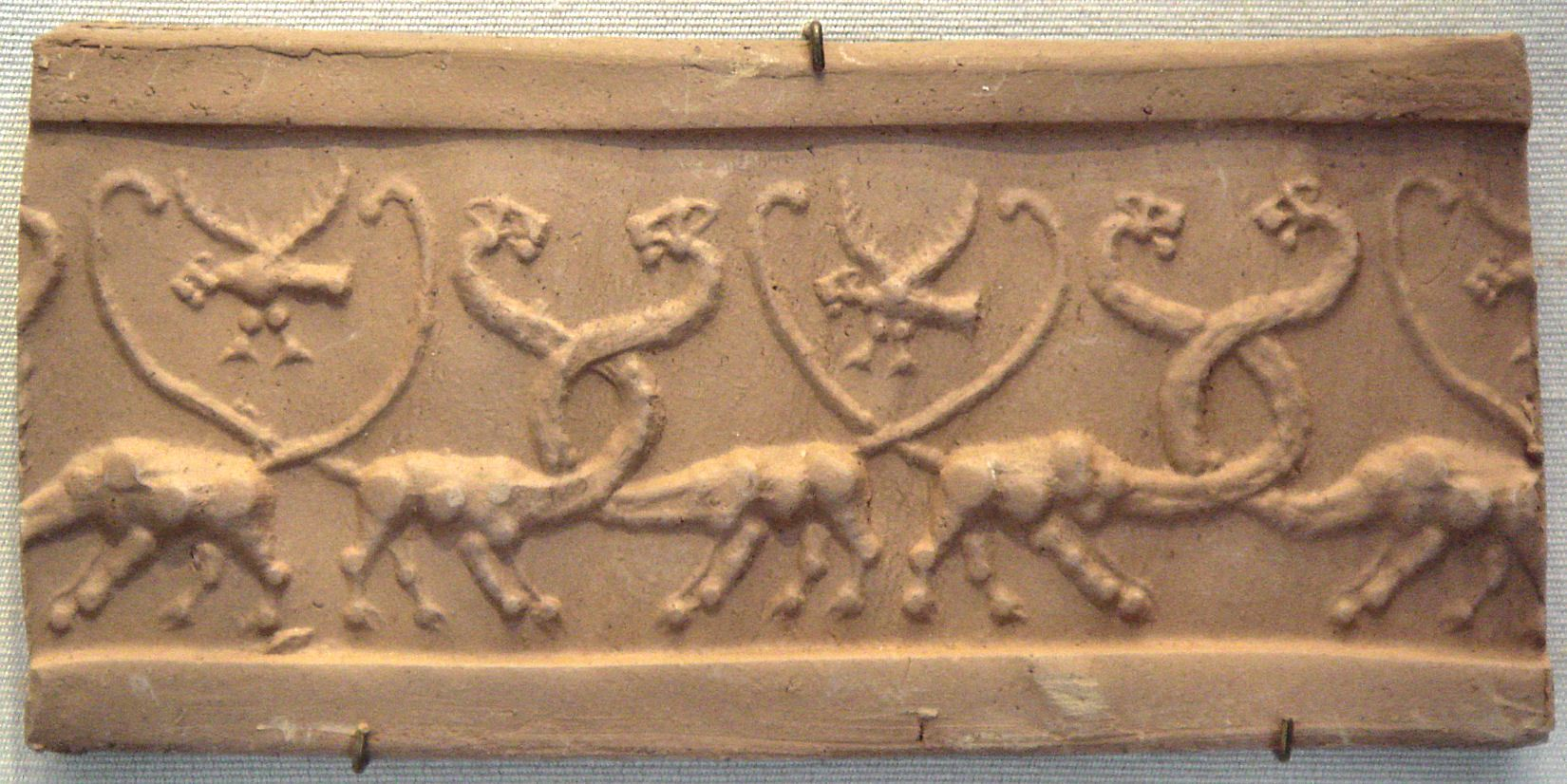
Sigillo sumero del Periodo di Uruk (3500-3100 a.C.) con Anzû volante tra due Serpopardi, MNB1167, Museo del Louvre.

Nel sud della Mesopotamia, nella zona compresa tra l'antica Ešnunna e il Golfo Persico, durante il giorno il clima è segnato da un cocente sole torrido, che di frequente è accompagnato da venti forti e violenti. Le folate soffiano su tutta la zona ricoprendo le terre rurali e le campagne di polveri. La fine della stagione primaverile, contrassegnata da tremende alluvioni e allagamenti irregolari, lasciava spazio nei mesi estivi a venti tempestosi che spazzavano le varie regioni di sabbie desertiche. Nel periodo di Uruk (4000-3000 a.C.), già a partire sui cilindri del Tardo periodo di Uruk (3500-3000 a.C.) compaiono le prime immagini dell'Aquila-Leone Imdugud/Anzû (in sumerico: 𒀭𒅎𒂂 AN.IM.DUGUDMUŠEN; in accadico: AN.ZU), rispettivamente «Uccello Tempesta Possente» e «Aquila Celeste». Anzû ha la testa di Leone, il cui ruggito è i forti tuoni di tempesta che rimbombano per le pianure aperte, che tuonano assieme ai venti tifonici smuovendo le polveri desertiche come i leoni ruggendo alzano la sabbia con il loro ruggito, dalle cui fauci rovescia acqua vivifica dell’Absû in forma di piogge torrenziali, mentre il suo corpo d'Aquila con le sue immense ali sono allo stesso tempo i forti venti che spazzano le piane e i densi cumulonembi di tempesta che avanzano dai monti e ricoprono tutto il cielo. Tra i sumeri, così come l'Aquila-Leone Anzû si manifesta nella sua forma totemica come tempesta dello spazio atmosferico, così nel suo aspetto celeste è la costellazione all'equinozio d'autunno che segna la stagione temporalesca. La costellazione dell'Aquila-Leone in età sumera diverrà poi quella dello Scorpione in epoca babilonese. Nei cilindri sumeri Anzû vola predatorio sulle mandrie con la testa rivolta al suolo mentre rovescia le piogge, oppure si trova rappresentato nel mezzo delle code di due Serpopardi, Leopardi-Serpente-Drago dal corpo e la testa di Leopardo ma con il lungo collo di Serpente che si intreccia nel motivo del caduceo. I due Serpopardi intrecciati sono equivalenti al motivo siderale della zangolatura cosmica, pertanto sono l'aspetto animale delle regioni cosmiche liminali, e quindi della totalità del cosmo e dell'anno, dove Anzû domina la seconda metà estivo-autunnale situata nello spazio tra le code. In quanto presenza agente nello spazio atmosferico sorgiva dai monti a est, Anzû diviene per i sumeri l'araldo regale indomito del re degli dèi Enlil, preposto dal dio a guardia dei monti. I sumeri associano l'Aquila-Leone alle regioni liminali del cosmo, e perciò ne sottolineano il carattere selvatico. Già a partire dall'età sumera, i miti di Anzû ne riprendono le funzioni di araldo e totem regale. Nel Mito di Etana, Anzû funge da psicopompo del re, involando Etana oltre i cieli degli dèi fino a condurlo al cielo più alto della dèa Inanna, che intronata sui suoi Leoni gli dona la pianta-del-generare.

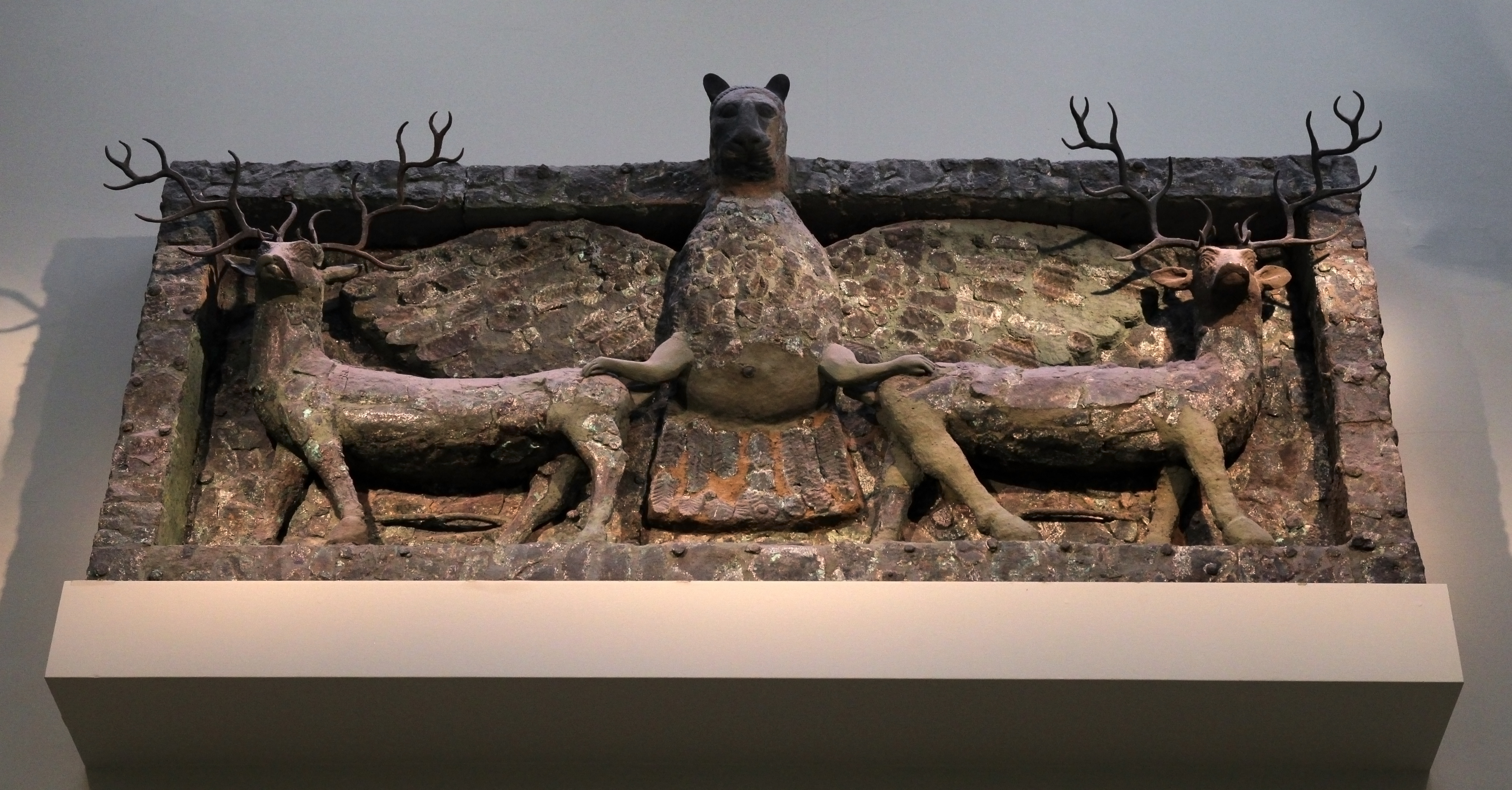
L'Aquila-Leone Anzû afferra due cervi, animali sacri della dèa madre Ki-Ninḫursaĝ, base del tempio della dea Ninḫursaĝ a Tell al-'Ubaid, 2500 a.C. 114308, British Museum.

A partire dal protodinastico III (2600-2350 a.C.), nel clima politico delle città-stato combattenti, l'iconografia di Anzû evolve enfatizzandone sempre di più l'imponenza e l'autorità. In diversi rilievi templari e iconografie regali, l'Aquila-Leone si mostra ora in primo piano col corpo e la testa frontali, le ali spiegate, con le due zampe che in alcuni casi afferrano ciascuna un animale sacro di una particolare deità maggiore del pantheon. Sul Vaso di Entemena (2400 a.C.), un vaso d'argento dedicato dal re Entemena di Lagaš al dio Ninĝirsu, l'Aquila-Leone è presente ripetutamente per tre volte lungo tutto il reperto mentre afferra tre diverse coppie di animali sacri: nel caso degli stambecchi si tratta del dio Enki, per i cervi è la dea madre Ninḫursaĝ e per i leoni invece il dio Ninĝirsu/Ninurta. La successione delle tre coppie di animali riporta la successione delle stagioni. Secondo l'assiriologo Frans A.M. Wiggermann, al contrario di quanto può essere affermato, in questo genere di rappresentazioni Anzû non è ancora strettamente considerato un simbolo o araldo di Ninĝirsu, né appartiene ad uno qualunque degli altri dèi maggiori di cui afferra gli animali sacri. Al contrario, l'Aquila-Leone «rappresenta un altro tipo di potere generico, sotto la cui supervisione operano tutti gli altri. Questo potere superiore può solo essere Enlil», per cui «la posa dell'Aquila-Leone, con le ali spiegate sopra gli animali simbolici degli altri dèi, diviene comprensibile: non è né una posa d'attacco, né una posizione difensiva, ma la posa del Signore degli Animali». L'imperiosità di Anzû in questo periodo mostra altresì la preoccupazione di ogni città-stato di appellarsi al potere divino di Enlil, il più autorevole nella regione, in un momento di polarizzazione e crisi. Sulla Stele degli Avvoltoi (2460 a.C.), Anzû appare in posa frontale sopra una grande rete al cui interno si trovano intrappolati diversi nemici della città di Girsu, mentre il dio Ninurta al suo fianco afferra la parte inferiore dell'Aquila-Leone con la sinistra, mostrando che il dio ne sta già manifestando il potere per sbaragliare gli avversari.

#### Anzû e il Leone-Drago Ušumgal tra l'età accadica e neosumera
Sempre a partire dalla fine del protodinastico III, Anzû appare su alcuni manufatti nella stessa posa araldica assieme a due prime protoforme del Leone-Drago Ušumgal, ritratto con la caratteristica testa rivolta verso il basso. In questo caso si tratterebbe dei Leoni-Drago del dio Iškur. Durante l'epoca accadica e neosumera, Anzû diventa particolarmente rilevante nell'iconografia regale associata al dio Ninurta. Ninurta è inizialmente un dio della vegetazione legato alla coltivazione dell'orzo, uno dei cereali più importanti coltivati nel sud della Mesopotamia già prima, durante e dopo il 2100 a.C., particolarmente diffuso nella regione per via del suo breve ciclo riproduttivo e valore di scambio. Nei miti Ninurta, inizialmente assistito da Anzû per combattere i mostri montani, poi si rivolge contro il suo stesso araldo, uccidendolo e annettendolo tra i suoi trofei. La vittoria di Ninurta su Anzû si può considerare la vittoria di un dio della vegetazione, divenuto poi dio guerriero della tempesta per influsso culturale semita, sul clima torrido e la siccità personificate in questo periodo da Anzû. Di lì a poco infatti, a partire dalla fine del periodo della Terza dinastia di Ur o Ur III (2112-2004 a.C.), i grandi cambiamenti climatici e culturali che segnano la fine dell'età sumera, portano Anzû ad assumere la forma di Leone-Drago Ušumgal.

## Il primo motivo della tetrasfinge a Ebla (1800 a.C.)

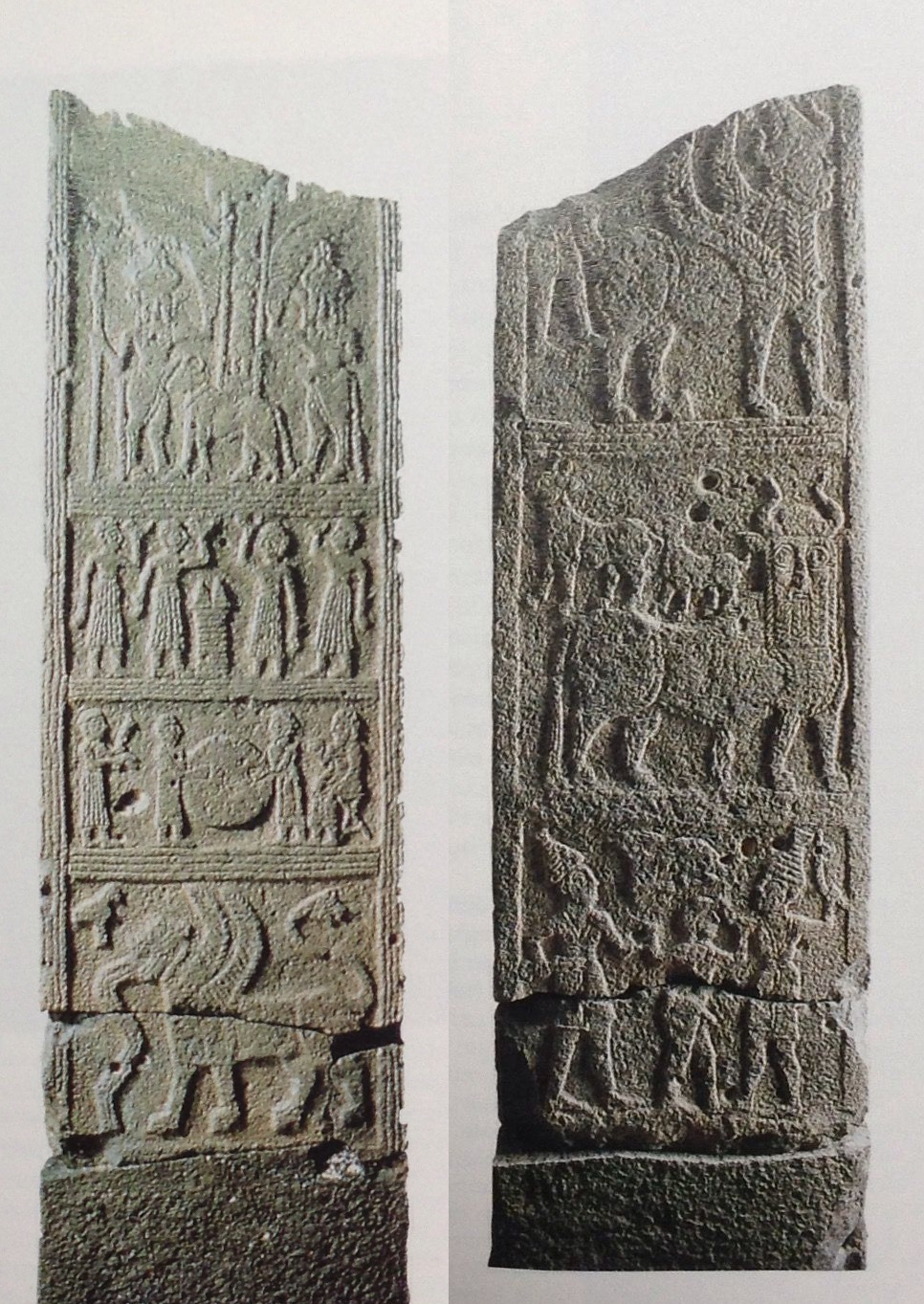
Stele di Ištar, vestibolo del Sacello G3, Tempio di Ištar sul bordo Ovest della Cittadella, Ebla, Museo Archeologico di Idlib, Siria, 1800 a.C. ca.

A partire dal 2000 a.C. i quadrupedi ibridi alati, sia antropocefali che teriocefali, si diffondono in tutto il Vicino Oriente antico. L'archeologo e orientalista italiano Paolo Matthiae (1940) è fin dal 1964 direttore della Missione Archeologica Italiana che in Siria ha scoperto e riesumato l'antica Ebla. Nel vestibolo del sacello G3 del Tempio di Ištar, nella parte occidentale dell'acropoli di Tell Mardikh, tra i manufatti riportati alla luce da Matthiae compare la famosa Stele di Ištar. Il reperto risale al 1800 a.C. ca. ed è oggi esposto in Siria al Museo Archeologico di Idlib. La stele, incisa su pietra di basalto nero, è uno dei tipi di manufatti sacri più comuni nella zona ed è scolpita lungo tutti e quattro i lati della colonna. Come evidenzia Matthiae, su ogni lato sono rappresentate immagini cosmogoniche degli esseri ibridi, daimon divini e totemici appartenenti alle cosmologie celesti della dèa Ištar, scene di combattimenti mitologici tra una figura eroica e il Leone, e infine celebrazioni cultuali per la dèa, con offerte di libagioni e sacrifici, tra musici, suonatori di tamburo e figure danzanti. In alto al centro, sulla faccia frontale, Ištar è rappresentata in piedi sul Toro Celeste all'interno di una porta celeste alata portata dal Toro, affiancata da due Umani-Bisonti Kusarikku, in questa scena aventi la loro tipica funzione di esseri atlanti e personificazione delle catene montane che sostengono e sollevano la volta celeste della dèa, nonché protettori delle porte celesti e montane da cui Venere sorge e tramonta. In basso, ai piedi della colonna frontale si trova il Leone-Drago Anzû nella forma di Leone-Drago Ušumgal, con quattro zampe di Leone, due ali d'Aquila e coda dal volto di Serpente-Drago, una elaborazione eblaita giunta qui in età accadica forse con la conquista di Ebla di Sargon di Akkad (2334-2279 a.C.). Il Leone-Drago rovescia dalla gola in forma di pioggia le acque dolci vivifiche dell’Abzû, come già faceva sui sigilli della glittica accadica. Sul retro della facciata frontale, a mezza altezza, compare il Toro Celeste androcefalo con la corona taurina divina, identificato nel suo aspetto sidereo dal gruppo di tre stelle di fianco la corona, e sopra il Toro Celeste, direttamente di riflesso all'immagine frontale di Ištar, appare un’altra sfinge androcefala che ha la corona delle steppe (šugurra) della dèa, le due zampe anteriori di umano e Toro, le due posteriori di Toro e Leone, le ali di Anzû e la coda lunga e piumata. Secondo l'archeologo, è possibile che nello spazio mancante sopra la tetrasfinge possa essere stato presente un grifone, che con la propria rapacità selvatica avrebbe completato la quintessenza del carattere ieratico del nuovo essere ibrido. Per Matthiae la nuova tetrasfinge finora resta un motivo unico che non ha eguali né in Mesopotamia né in Anatolia, definisce l'immagine della regalità riprendendo il modello egizio delle sfingi faraoniche, ma ne rielabora la potenza immaginale grazie alla peculiare creatività eblaita. Come scrive l'archeologo, «nello straordinario, e rarissimo, aspetto tetramorfo della sfinge, simbolo della regalità, che in maniera stupefacente preannuncia di secoli la struttura degli esseri tetramorfi della visione biblica di Ezechiele e gli esseri simbolici degli Evangelisti dell'età paleocristiana, si potrebbe intendere che sono riassunti tutti quegli aspetti, comuni variamente al toro androcefalo e al grifone, che permettono appunto alla regalità di dominare la natura domestica e selvaggia». La tetrasfinge eblaita viene considerata ad oggi il primo motivo che sarà adottato tra i medio-neoassiri, diventando i più noti aladlammû regali colossali in forma di Toro e Leone-Drago antropocefali alati.

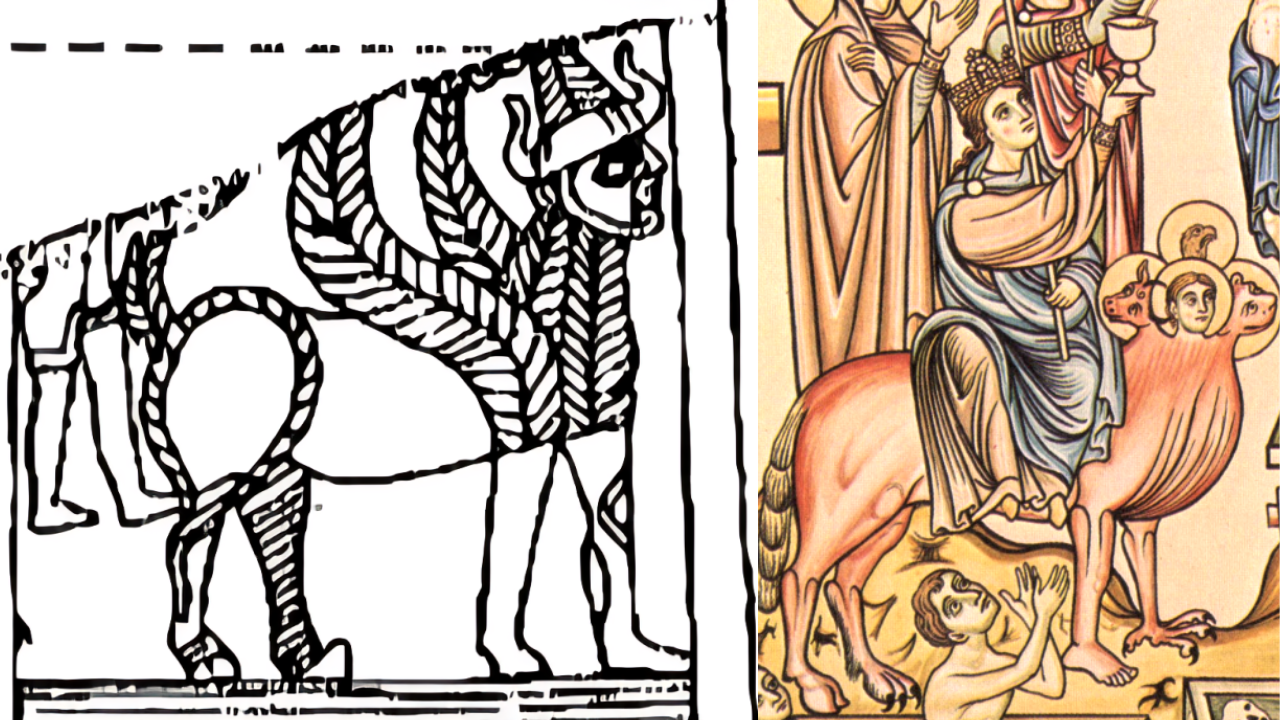
Tetrasfinge della Stele di Ištar, da Paolo Matthiae, Ebla. La città del trono, 2010, p. 313 (sinistra) ed Ecclesia sul Tetramorfo, da Herrad von Landsberg, Hortus Deliciarum, 1167-1185 d.C. (destra).

Già in questa prima tetrasfinge si ritrova una composizione quadripartita che ne incarna la natura siderea e resterà presente anche nel carattere zodiacale degli aladlammû successivi. Come espone Joseph Campbell, «Il Toro-Leone alato dalla testa umana combina in un solo corpo i quattro segni dello zodiaco che fin dai primordi dell'astronomia mesopotamica marcavano i solstizi e gli equinozi: il Toro (equinozio di primavera a est), il Leone (solstizio d'estate a sud), l'Aquila (più tardi Scorpione; equinozio d'autunno a ovest), e Aquario (solstizio d'inverno a nord). Questi sono i quattro esseri viventi della visione di Ezechiele e dell'Apocalisse». La nuova tetrasfinge esprime la totalità cosmica del Re delle Quattro Parti mesopotamico, e confluirà in seguito nel motivo mandalico del Tetramorfo in età cristiana e islamica.

## Glialadlammûtra i medioassiri e i neoassiri

### La diffusione della tetrasfinge tra i medioassiri (1363-912 a.C.)
Nell’Anatolia ittita, dal 1500 a.C. ca, tra la regione della Turchia e la Palestina si diffonde un genere unico di sfingi alate bicefali con teste di Leone e umana, incoronate dalla corona divina della dèa urrita-ittita Šaušga/Ištar. La stessa dèa è spesso ritratta mentre cavalca la sfinge bicefala, mostrando così un legame diretto con la precedente tetrasfinge eblaita associata alla stessa deità. Al di fuori della sfera eblaita, la tetrasfinge viaggia e si trasforma in base ai contesti regionali, alle geografie del luogo e al modo in cui le culture locali esprimono daimonicamente la regalità. In Siria e nel Levante evolve in una sfinge bicefala enfatizzando di più le nature totemiche dell'umano e del Leone rispetto alle sue parti taurine. Al contempo, la tetrasfinge da Ebla si invola in Mesopotamia grazie alla mediazione del Regno di Mitanni (1540-1260 a.C.), giungendo sui cilindri cassiti e medioassiri (1400 a.C.). Gli assiri in particolare accolgono la nuova tetrasfinge di colei che chiamano la «dèa eblaita», ed essendo particolarmente devoti a Ištar, la eleggeranno a šēdu e lamassu regali prediletti. In aggiunta, a partire almeno dai medioassiri, i Tori e Leoni antropocefali e teriocefali, alati o meno, sono chiamati bisessualmente daladlammû 𒀭𒆘𒆗𒎌 dALAD.dLAMA.MEŠ assieme ai geni alati umani e a qualsiasi altro essere ibrido che ricopra la funzione di daimon protettore. Con Tiglat-Pileser I (1114-1076 a.C.), l'impero medioassiro si riprende momentaneamente dopo il Collasso del Bronzo ed estende il dominio assiro oltre la Mesopotamia, espandendosi in occidente verso l'Anatolia e la Siria, portando per la prima volta gli assiri sulle coste del Mediterraneo. L'estensione dell'impero è salutata dal sovrano che si imbarca nella città di Arvad per esplorare il mare, uccidendo ritualmente un nāḫirū, un "cavallo di mare" che per Adolf Leo Oppenheim si riferisce a un narvalo. Durante le loro campagne, i sovrani medioassiri iniziano a scolpire statue ed effigi sia dei propri animali guardiani che degli animali esotici incontrati e cacciati ritualmente durante i loro viaggi, che vengono così ritualmente trasformati in guardiani apotropaici per i loro palazzi.

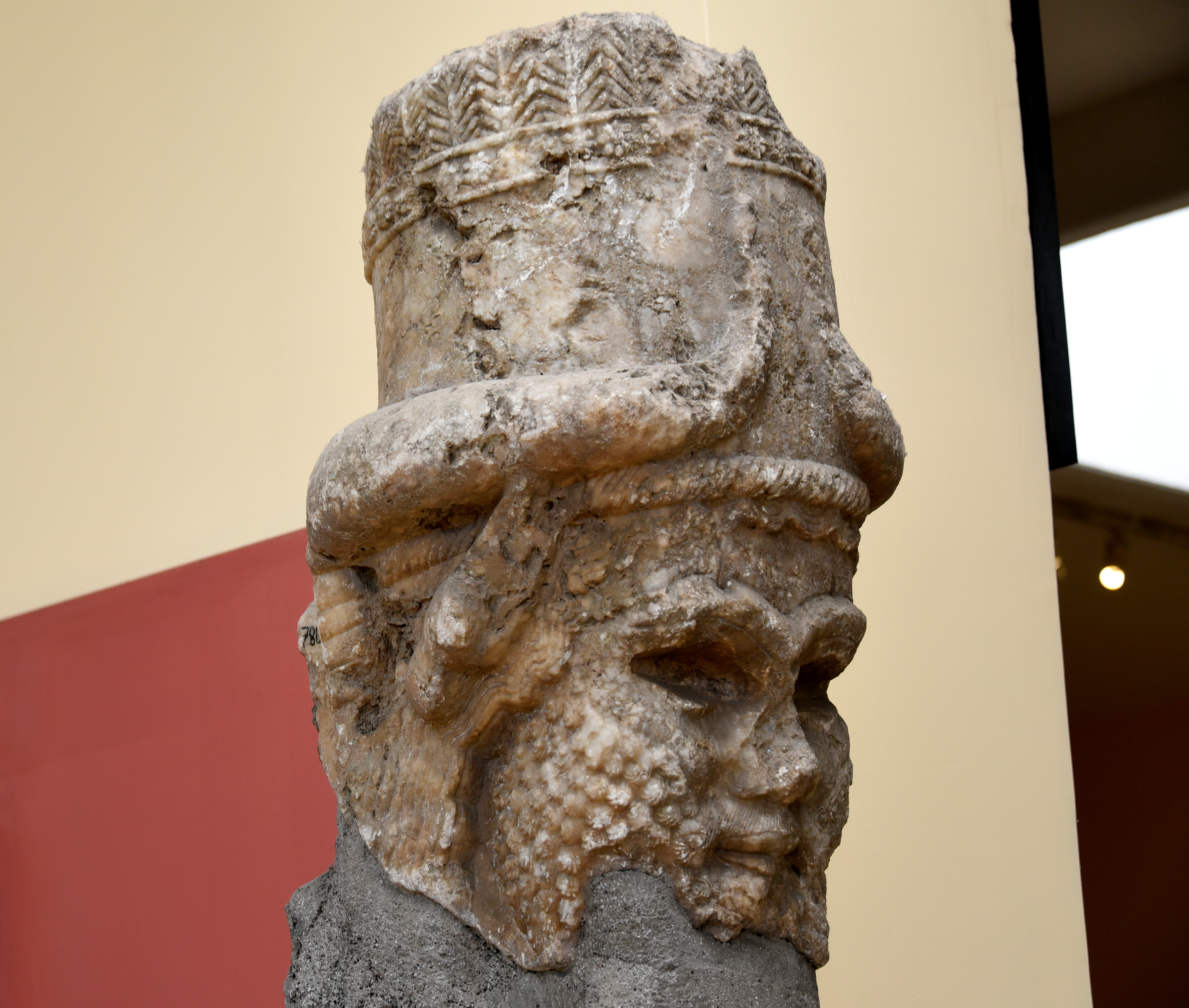
Testa di marmo di aladlammû del Palazzo Vecchio di Aššur, 800-700 a.C., Museum of the Ancient Orient di Istanbul.

Il ruolo degli aladlammû regali nelle loro varie forme di Tori, Vacche, Leoni e Leonesse, antropocefali e teriocefali alati, è presente nella glittica palaziale dei sovrani medioassiri, ma sarà esaltato nelle sue forme colossali solo nell'architettura dell'ultima fase medioassira. Con il re medioassiro Tiglat-Pileser II (967-935 a.C.) compaiono i primi aladlammû colossali distintamente scolpiti nel Palazzo Vecchio di Aššur. Il suo regno è caratterizzato da un forte periodo di crisi che ha richiesto importanti riforme sociali e militari. La centralità improvvisa data agli aladlammû e la loro statuaria colossale nell'architettura palaziale si spiega in due fattori. Da un lato la necessità da parte dei sovrani di riorganizzare l'impero e rifondare il proprio potere dopo il Collasso dell'Età del Bronzo (1200 a.C.), i cui effetti sono ancora palpabili a distanza di secoli a seguito delle invasioni dei popoli del mare e dei tracolli politici, economici e sociali, che colpirono tra gli altri l'impero medioassiro e tutto il Vicino Oriente antico. La riduzione territoriale dell'impero ha richiesto l'esaltazione degli aladlammû dei sovrani per espandere nuovamente la propria influenza su tutto l'impero e riconquistarne le provincie. Dall'altro, il processo di archetipizzazione e l'esaltazione degli dèi e degli esseri ibridi caratteristiche delle cosmologie dell'Età del Ferro e dell'età assiale, soprattutto dopo l'anno 1000 a.C., ha portato ad una maggior divinizzazione di tutti gli esseri ibridi principali, la cui importanza architettonica assume un ruolo ancora più fondativo per la materializzazione fisica dei palazzi regali.

### La glorificazione deglialadlammûin età neoassira (911-609 a.C.)

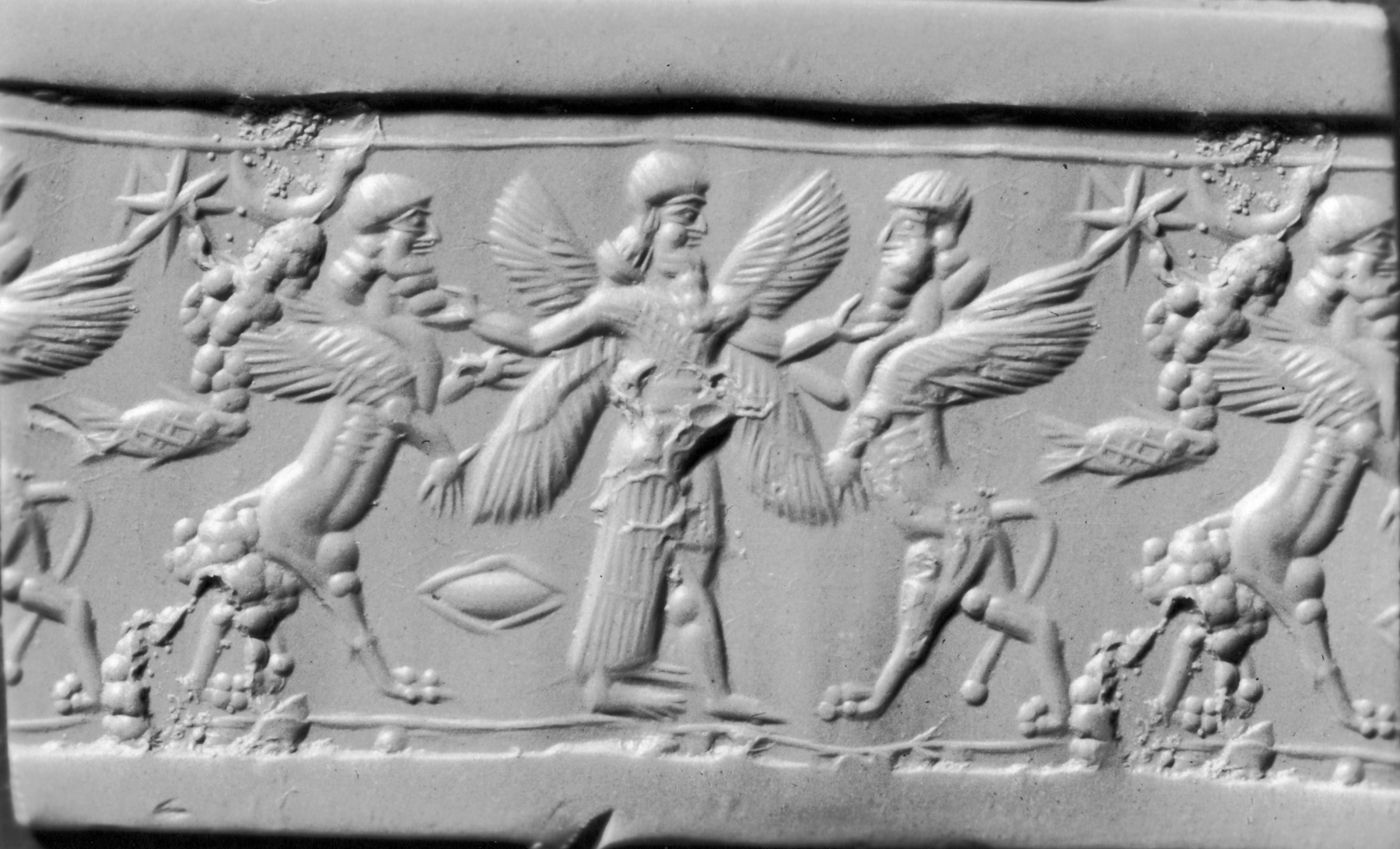
Genio accarezza le barbe di due aladlammû per domarli, cilindro neoassiro, 42666, Walters Art Museum.

Con l'avvento dell'impero neoassiro inizia l'epoca d'oro della statuaria e della glittica degli aladlammû. Alcuni lamassu neoassiri hanno cinque zampe, in modo da ottenere una visione dinamica da due prospettive diverse: di imponenza statica se osservati frontalmente, oppure di dinamismo se visti lateralmente. Sono inoltre scolpiti a tutto tondo nella parte anteriore e in altorilievo nel resto del corpo. Spesso tra le zampe anteriori e sul dorso sono presenti delle iscrizioni cuneiformi. Seguendo l'assiriologa Irene J. Winter, la rappresentazione dei ritratti regali, fin dall'epoca sumera, segue un preciso vocabolario di espressioni linguistiche ieratiche. Tutte le raffigurazioni del sovrano sono riferite e incluse nello stesso termine generico di «immagine» (in sumerico: alam; in accadico: ṣalmu), che comprende allo stesso tempo sia le connotazioni estetiche di arte sacra, sia l'immagine come presenza spirituale viva, manifesta e incorporata nell'opera. I sovrani assiri descrivono i propri rilievi regali come «aventi la mia forma e le mie fattezze», immagine regale scolpita «nella mia somiglianza» o «somigliante ai miei propri tratti», perché si rifanno alla particolare cosmologia mesopotamica, comune ai popoli del Vicino Oriente antico, secondo la quale gli dèi progenitori del sovrano ne hanno plasmato l'immagine e il corpo spirituale prima che questo si incarnasse nel mondo. Nelle loro iscrizioni regali i sovrani osannano i propri dèi progenitori perché «mi hanno donato una splendida figura e hanno reso grande la mia forza», o ancora «hanno agito per trasfigurare il mio aspetto in un aspetto maestoso, perfezionando i miei tratti, perciò rendendomi degno di regnare». L'immagine divina del sovrano, in particolare tra gli assiri, non riprende l'aspetto individuale ma l'immagine della regalità (in accadico: ṣalam-šarrūtia) che si manifesta attraverso le rappresentazioni del re nei rilievi, pitture e statue. I re assiri enfatizzano la corona, la barba, gli attributi fisici, le vesti e la statura per riferirsi alla sovranità specifica assira. Nella stessa codifica estetica rientrano le teste umane di tutte le statue dei colossali šêdu/lamassu/aladlammû nei palazzi reali neoassiri, in cui ogni singolo sovrano manifesta la propria regalità divina. Il sovrano è la perfetta immagine degli dèi e dei daimon aladlammû, di cui assume le sembianze.

### La scomparsa deglialadlammûcon Aššurbānipal
Con il regno di Aššurbānipal (668-626 a.C.) avviene un cambiamento repentino, gli aladlammû colossali scompaiono improvvisamente dai palazzi dopo aver raggiunto appena qualche decennio prima la massima espressione della regalità nell'arte e nell'architettura sacra. A Ninive si trovano le ultime statue colossali degli aladlammû neoassiri. Inizialmente si è creduto che la ragione fosse dovuta alla scarsa disponibilità di grossi blocchi di pietra per poterli scolpire, ma come riprende Virginie Danrey, questa motivazione sarebbe troppo futile e andrebbe considerata in realtà nel contesto della trasformazione dell'immaginario sacro di questo periodo, caratterizzato da profondi cambiamenti politici e spirituali, che si accompagneranno poi al declino imperiale neoassiro. Per Matthiae, l'epoca di Aššurbānipal introduce delle innovazioni estetiche nella rappresentazione dell'immagine del sovrano e nell'organizzazione dell'iconografia sacra, che si traduce in un modo nuovo di esprimere il potere dello Stato assiro. Ora «tutto il mondo dei dignitari, dei funzionari e dei soldati assiri appare in funzione del sovrano» mentre «tutto quanto circonda il re sembra dover essere sentito in termini numericamente illimitati. Non ci sono più il re e gli ufficiali di un'amministrazione nobiliare efficiente e partecipativa, ma c'è il re con la sua guardia e la sua corte e dovunque attorno a lui moltitudini di figure che circondano il signore dell'universo, dai vassalli ai musici, dai supplici ai profughi. Il sovrano ormai è il dominatore di un impero illimitato che con la sconfitta dell'Elam, della Babilonia e dell'Egitto sembra essersi sbarazzato di ogni rivale anche lontano». L'iconografia dell'ultimo impero assiro assolutizza in sé e per sé l'immagine del sovrano, che culmina così all'apice del proprio impero come unica presenza divina regale. L'universalità del sovrano ha però l'effetto collaterale di far sì che lo stesso non debba più estendere la propria presenza nell'immagine volatile e dinamica delle sue forme ibride aladlammû, così l'iconografia lo elegge a centro perenne del cosmo come una presenza totalmente identificata con la vastità del suo impero, che si irradia attraverso le cerchie dei suoi sottoposti. Gli aladlammû regali con la loro potenza torneranno poco più di un secolo dopo, dopo aver segnato per sempre la storia della Mesopotamia.

## Glialadlammûtra i neobabilonesi e gli Achemenidi

### L'assenza deglialadlammûneoassiri in età neobabilonese (626-539 a.C.)

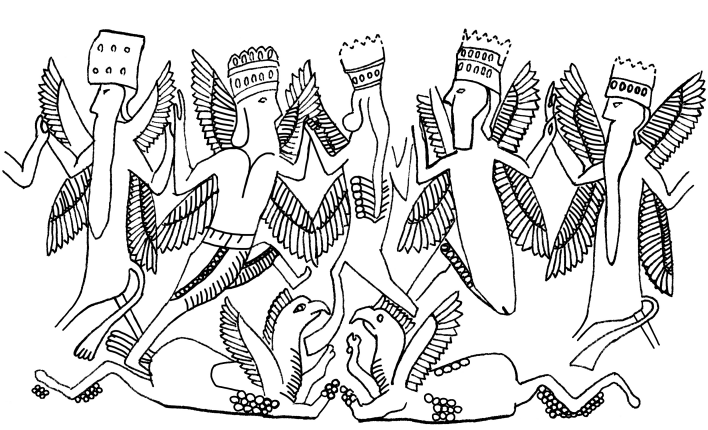
Cilindro neobabilonese Berlin VA 7737, in Anton Moortgat, Vorderasiatische Rollsiegel, Gebr. Mann, 1940, tav. 610.

Con l'ascesa al potere dei neobabilonesi, i grandi colossi Tori antropocefali alati e Leoni alati che hanno animato i palazzi reali neoassiri non sono più rievocati né nella glittica né tantomeno nell'architettura. Pertanto, ogni licenza artistica che ritrae i colossi neoassiri nella città di Babilonia, spesso assieme alla Porta di Ištar, è storicamente falsa. Secondo l'assiriologa Constance Ellen Gane, per i babilonesi questi due tipi di aladlammû regali sono considerati i daimon guardiani del nemico, intrinsecamente legati all'immagine dei grandi sovrani neoassiri, per cui la loro assenza si può spiegare come una deliberata decisione politica dei sovrani babilonesi. Di contro agli aladlammû regali dei neoassiri, i re babilonesi prediligono gli šēdu e lamassu animali o ibridi teriocefali dei propri dèi maggiori. Inoltre, un ulteriore motivo che spiega l'assenza dei Tori antropocefali neoassiri tra i babilonesi è legato alla trasformazione in corso che coinvolge gli stessi daimon durante quest'epoca. In tutta l'età neobabilonese gli unici Tori antropocefali alati neoassiri appaiono su un singolo reperto nella glittica, il cilindro Berlin VA 7737, dove due aladlammû bovini quadrialati con le corone piumate si umanizzano ergendosi in piedi su due grifoni distesi in basso, con la parte inferiore del corpo taurina e quella superiore umana. I due aladlammû lottano in una danza marziale con altri aladlammû geni umani, anch'essi quadrialati. È possibile che pure i geni umani siano aladlammû bovini che si sono già umanizzati in precedenza, e che ora stanno assimilando alla forma umana anche gli altri due aladlammû ibridi. Questo sigillo costituisce ad oggi un unicum, ma mostra l'inequivocabile capacità trasformativa dei daimon di mutare tra forme umane, ibride e animali a seconda della sfera culturale e dello spirito del tempo. Se la tetrasfinge eblaita, come considera Matthiae, era costituita anche da una parte di grifone, allora è possibile che su questo cilindro i due aspetti grifonici degli aladlammû si stiano scindendo dai daimon a causa dell'umanizzazione degli stessi, ma è altresì probabile che i due grifoni qui giochino lo stesso ruolo del motivo dei due Serpopardi sui cilindri di età sumera, indicando la sfera selvatica dominata dalla totalità del cosmo imperiale, ordinato e umanizzato nelle quattro parti dipanate dalle quattro ali dei geni e dei daimon. Sul prisma d'argilla Costantinople n. 7834, il re neobabilonese Nabucodonosor II (605-562 a.C.) proclama che le sue vittorie contro gli ingiusti e distruttivi nemici di Babilonia sono merito dei suoi benefici šēdu e lamassu, mentre sulla tavoletta K 1.12 dell'Esagila di Marduk, il re neobabilonese Neriglissar (560-556 a.C.) nomina la Porta del Grande Lamassu, adiacente ad altre tre grandi porte nel complesso dell'Etemenanki, a sud del tempio. Nessun'altra indicazione è data sull'aspetto dei due guardiani, ma è probabile che in questo caso si tratti di guardiani teriocefali. In generale tra gli esseri ibridi babilonesi, le forme umane e animali tendono a restare separate, i geni e i daimon sono più propensi ad essere umani oppure animali teriomorfi alati. Esemplare è il caso della Porta di Ištar (575 a.C.), su cui trionfano tre dei principali araldi animali babilonesi, potenti šēdu e lamassu regali e divini: il Toro reboante di Adad, il Leone venusiano di Ištar e il Mušḫuššu abissale di Marduk.

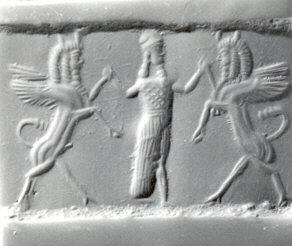
Figura al centro con due šēdu Tori antropocefali, cilindro neoassiro-babilonese, 19851924, MET.

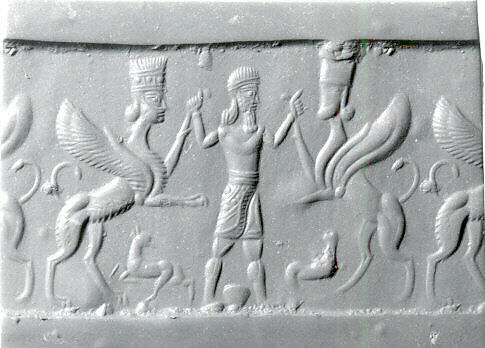
Figura al centro con due sfingi Leonesse, cilindro neobabilonese,198331412, MET.

Gli araldi totemici degli dèi sulla Porta di Ištar, Pergamonmuseum
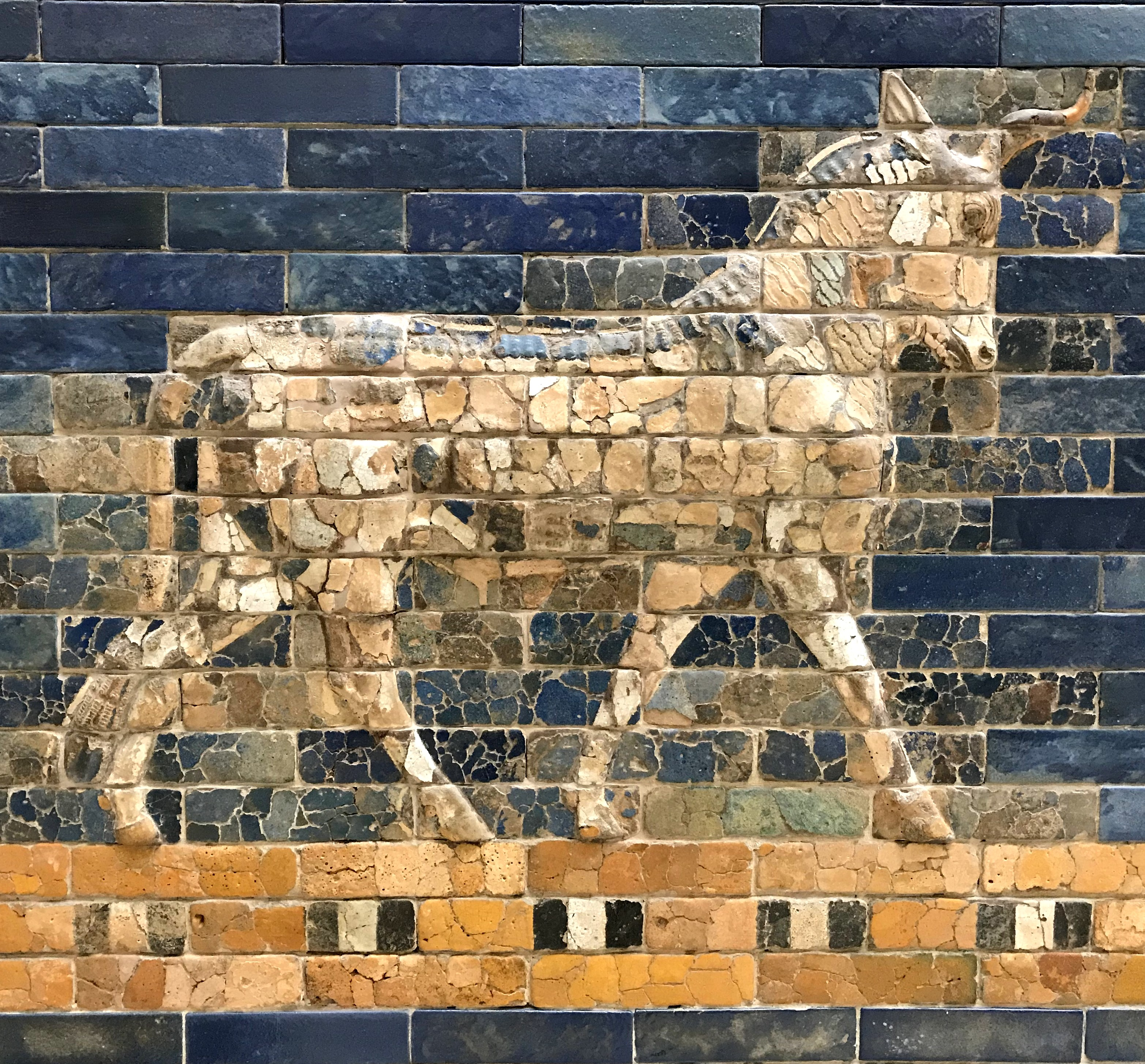
Il Toro di Adad
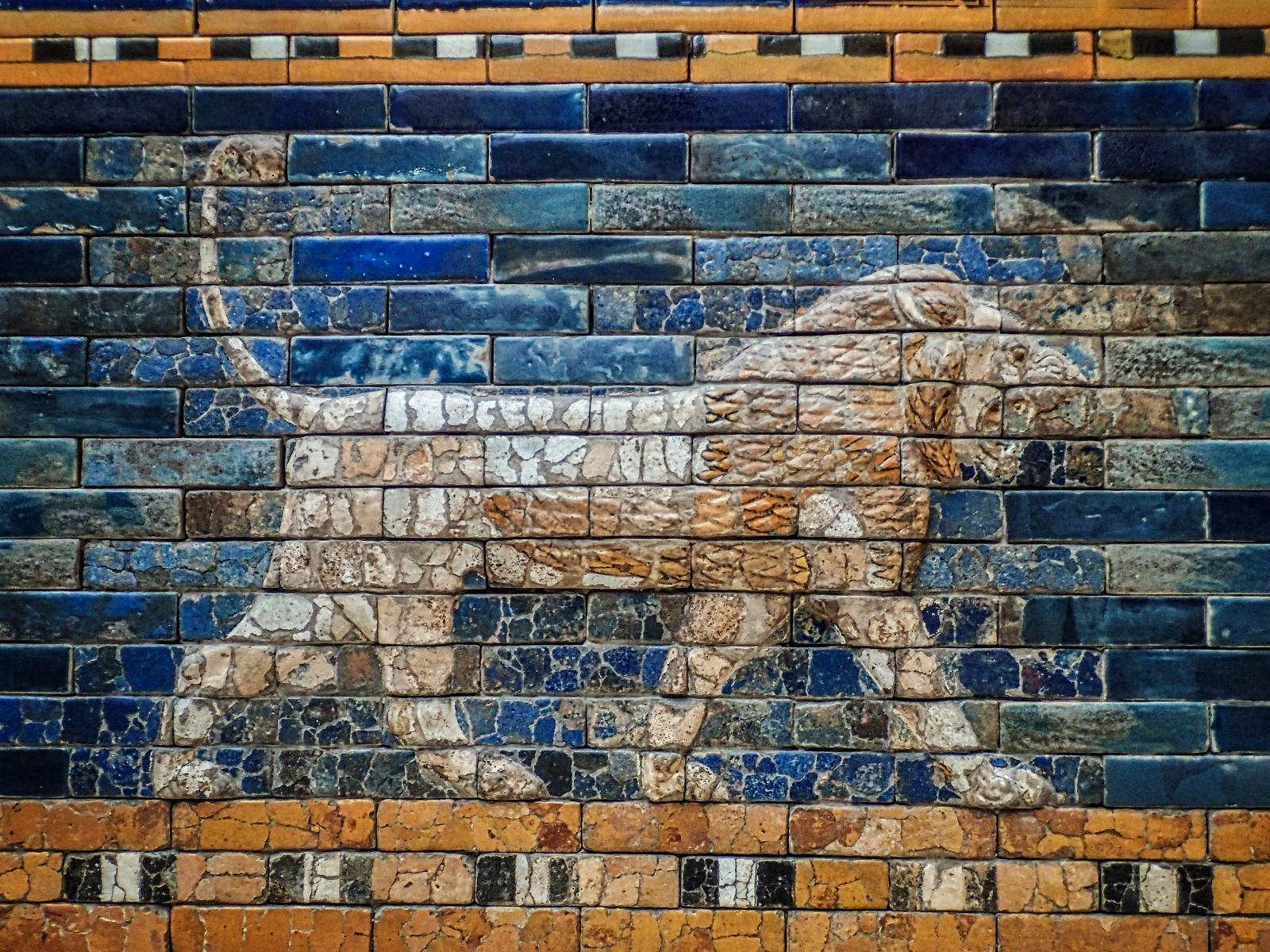
Il Leone di Ištar
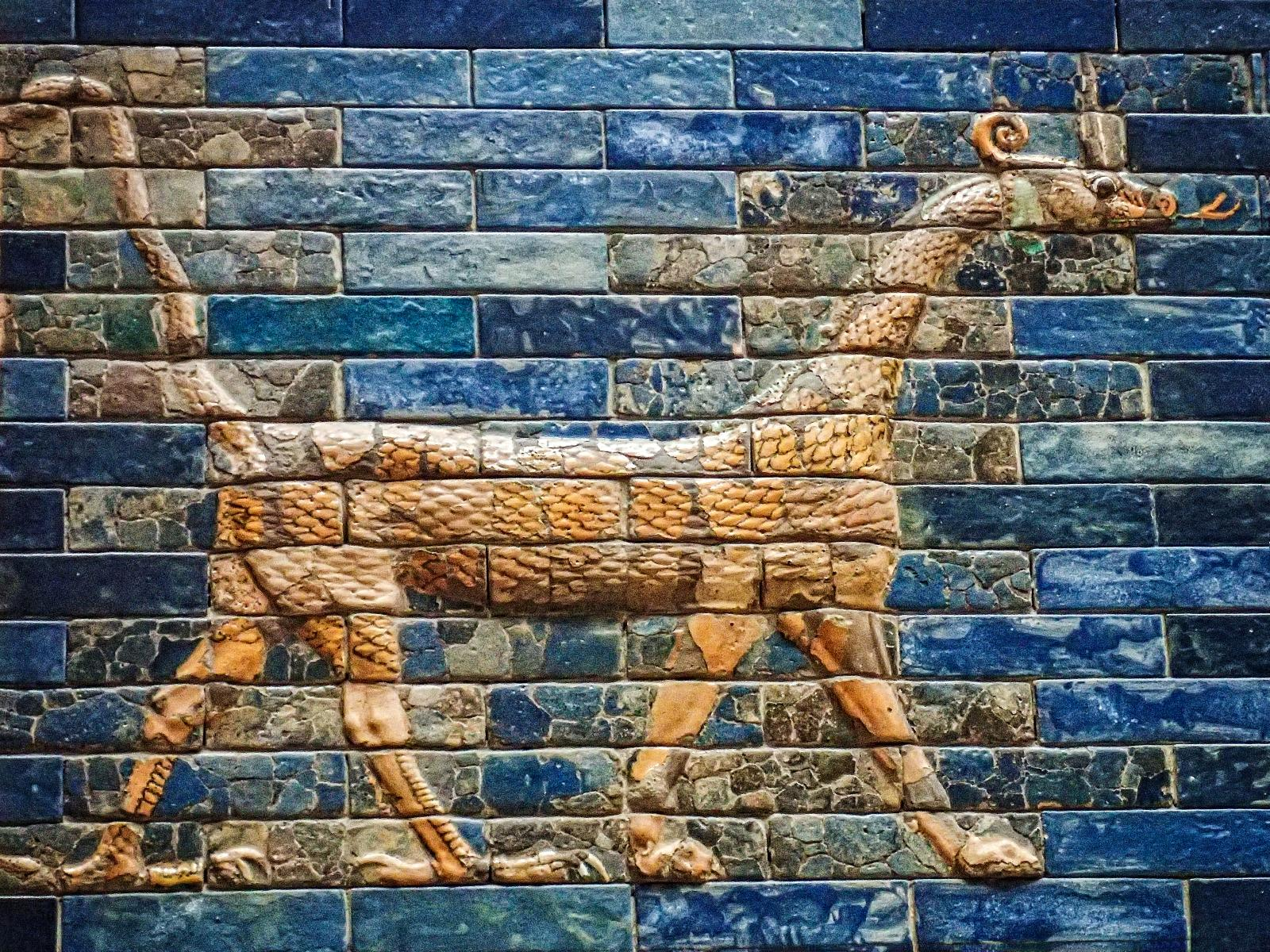
Il Mušḫuššu di Marduk

Ciò non significa che nella glittica gli šēdu Tori antropocefali, nei loro aspetti selvatici o come daimon individuali, scompaiano del tutto, ma sono meno presenti e il loro volto umano è considerato parte del loro aspetto. A differenza dei Tori antropocefali regali assiri e dei Leoni alati, i Leoni e le Leonesse antropocefali, con o senza ali, sono ampiamente presenti nell'iconografia neobabilonese, ma non appaiono mai nell'architettura in forma colossale. Nei cilindri le sfingi antropocefale sono raffigurate con grande dinamismo, in piedi, sedute, rampanti e in diversi contesti ieratici. In alcuni casi si affiancano a delle figure eroiche come loro daimon protettori, combattono contro altre sfingi e gli altri geni umani alati, oppure sono da questi domate nella posa del Signore degli Animali. Viceversa, in altre scene solenni in cui alle sfingi e ai geni si accompagna la presenza di corrispondenze celesti con astri, insegne divine o oggetti rituali, entrambi partecipano assieme in scene di adorazione o di partecipazione del singolo alla sfera celeste. Le corrispondenze celesti includono la falce di luna di Sin, lo stilo di Nabu, la spada di Marduk e la stella di Ištar. Nonostante la diffusa presenza nella glittica, nelle fonti testuali non sembrano esserci dei riferimenti specifici alle sfingi antropocefale, a parte quelli classici dei daimon guardiani. Come nel caso dei Leoni antropocefali di età accadica, anche ora le sfingi non sono associate a nessuna divinità in particolare, e costituiscono la fauna daimonica selvatica della geografia liminale e celeste babilonese. Si ritrovano spesso a fiancheggiare in posa di adorazione e protezione l'Albero della Vita, inteso come presenza sottile del re e rigoglio delle terre fertili. La ragione per cui le sfingi dominano l'iconografia neobabilonese continua ad essere legata altresì all'esaltazione degli aspetti solari e predatori dei daimon, che si accompagna al carattere marziale ed espansionistico dei grandi imperi dell'Età del Ferro e dell'Età assiale. Tutti gli altri esseri ibridi continuano ad essere normalmente presenti.

### La rinascita deglialadlammûcon la dinastia achemenide (550-331 a.C.)

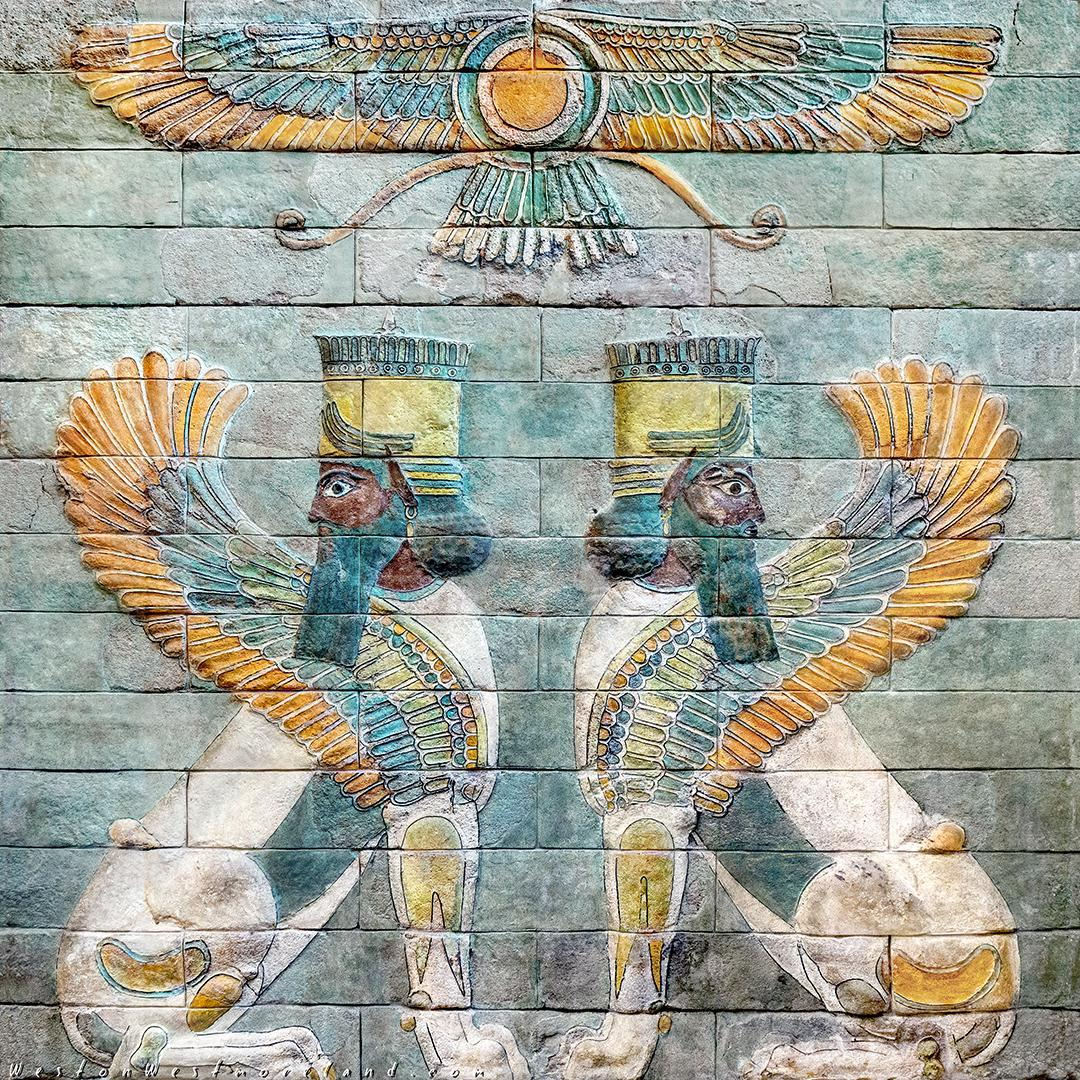
Coppia di aladlammû persiani sormontati dal sole alato di Ahura Mazdā, palazzo reale di Dario I in Susa, 500 a.C. ca., Museo del Louvre.

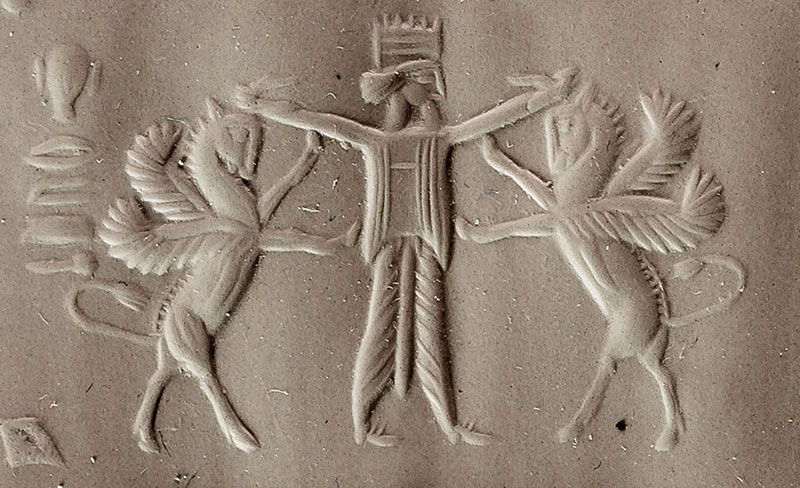
Il re persiano sottomette due tori alati, cilindro achemenide.

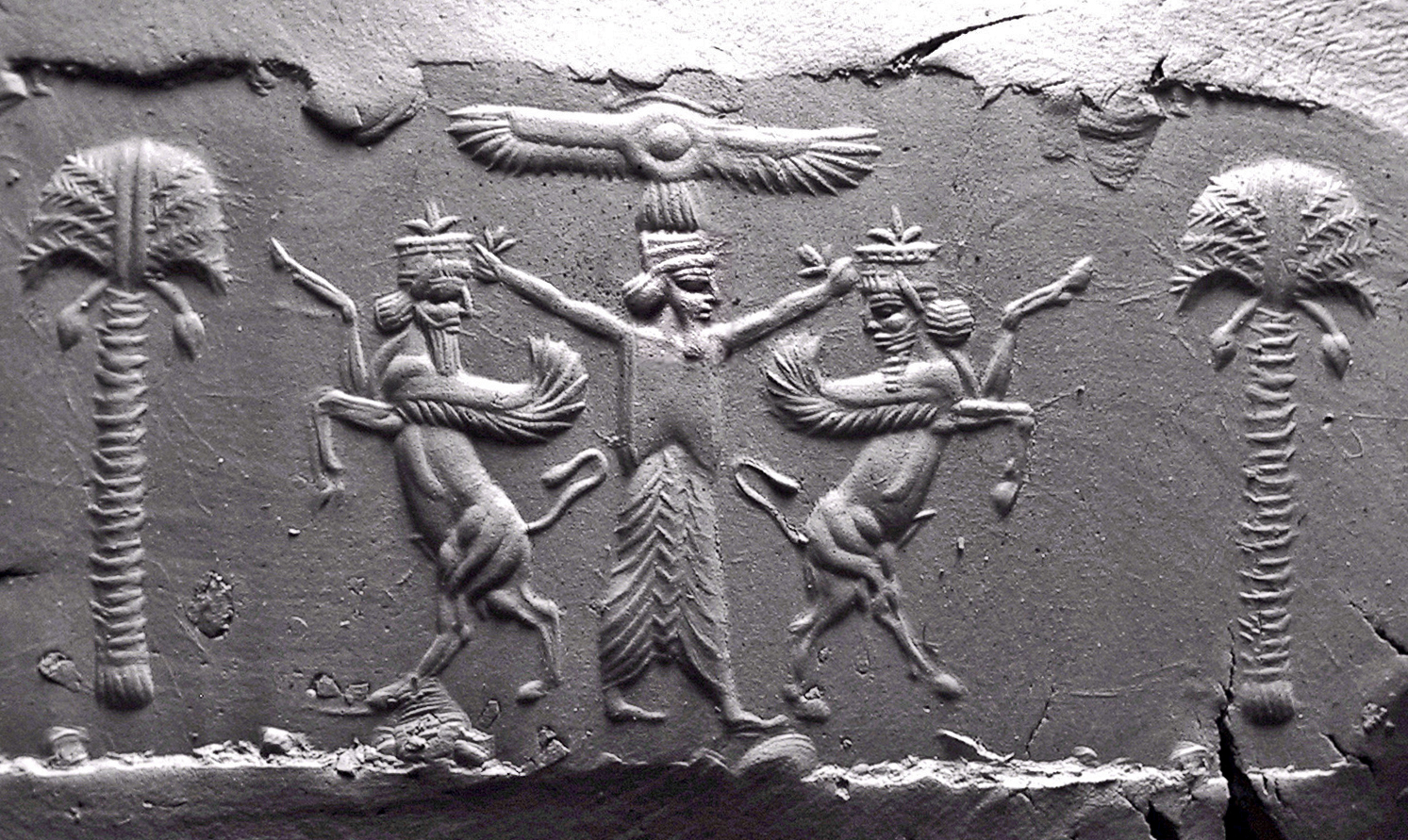
Il re persiano col sole alato sottomette due aladlammû neoassiri, cilindro achemenide, 500 a.C. ca.

L'avvento della dinastia persiana degli Achemenidi nel panorama mesopotamico segna un'ulteriore svolta nei confronti delle cosmologie e dell'iconografia locali. Gli achemenidi si pongono all'apice del loro potere come l'impero cosmopolita per eccellenza di tutto il Vicino Oriente antico, incorporando l'Iran, la Mesopotamia, l'Egitto, l'India nord-occidentale e vaste parti dell'Asia centrale. Dopo aver fondato l'impero persiano sconfiggendo i Medi nel 550 a.C., con la conquista babilonese del 539 a.C., Ciro II di Persia (590-530 a.C.) acquisisce tutti i titoli regali mesopotamici. Nel corso dei loro regni, la preoccupazione dei sovrani persiani è di rendersi prosecutori dei grandi imperi assiro-babilonesi, riallacciandosi alla loro gloria ancora viva. L'opera di rifondazione viene perpetuata da Dario I il Grande (550-486 a.C.), che per legittimare il proprio regno traccia l'ascendenza della dinastia persiana fino al semi-leggendario re neoassiro Achemene (700 a.C. ca.), osannato come progenitore e fondatore della dinastia achemenide. Se il carattere universalista dell'impero persiano fonde e miscela tra loro tutte le iconografie sacre dei precedenti imperi, l'ascendenza dinastica di Achemene promuove l'assimilazione e la glorificazione di tutte le immagini regali neoassire da parte dei persiani, inclusi i loro daimon divini regali. Gli aladlammû sono nuovamente rievocati nell'iconografia persiana già da Ciro II a Pasargade e poi Dario I a Susa, tanto nella glittica quanto nell'architettura, per proteggere i loro palazzi regali. Esemplare è il rilievo di mattoni smaltati situato nell'Apadana del palazzo, dove due aladlammû sorvegliano con lo sguardo tutto il perimetro della sala ipostila. La superba maestosità degli aladlammû ben si confà al carattere ancora più egemone e assolutista dei persiani, ma non mancano delle notevoli differenze con la natura degli aladlammû neoassiri. Se tra i neoassiri gli aladlammû enfatizzavano tratti dalle tinte iridescenti di azzurri, rossi e blu, che ne esprimevano la natura ieratica e daimonica di esseri ibridi intermediari tra le sfere umane e divine, la cromia persiana in alcuni casi ricerca un uso più realistico dei colori, dove le sfingi sfoggiano un manto fulvo più vicino alla sfera naturale. Come per i sovrani neoassiri, anche qui il volto degli aladlammû riprende quello dei ritratti regali e della presenza divina che emerge dalla faravahar, a dimostrare che anche il re persiano vi vedeva la forma animale della propria gloria (xvarenah) e di quella del proprio dio Ahura Mazdā. Similmente, la pelle scura del volto umano delle sfingi mostra l'intenzione di esaltarne l'appartenenza etnica e di renderli compartecipi ai rilievi delle schiere di guerrieri Immortali al servizio del Gran Re. L'iridescenza delle ali ora lascia spazio ad una cromia più distinta e composita in cui le piume delle parti esterne delle ali splendono della stessa luce e radianza divina del sole alato, che rimandano con le loro piume giallo ocra al disco solare al centro. La composizione degli altri elementi iconografici rivela un'ulteriore rielaborazione da parte dei persiani. Anche se i due aladlammû hanno il corpo leonino, la loro testa ha corone piumate e orecchie taurine con orecchini ad anello, elementi fino ad allora esclusivi degli aladlammû Tori, mostrando ora una totale fusione tra Tori e Leoni antropocefali alati. Quasi tutti gli aladlammû di epoca persiana hanno queste caratteristiche, anche se riappaiono anche gli aladlammû col corpo taurino.

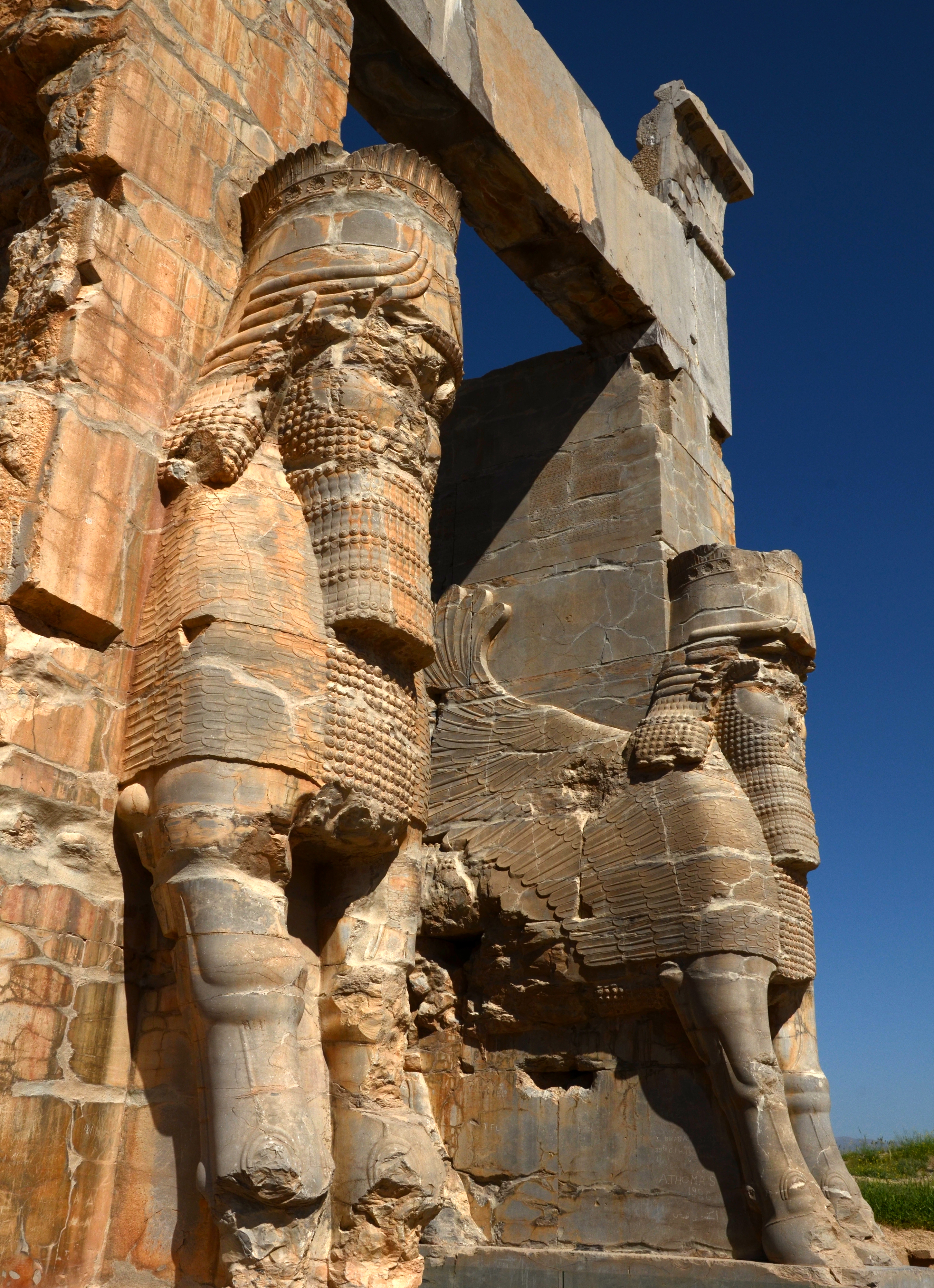
I due aladlammû di Serse I nella Porta di tutte le Nazioni, Persepoli.

I re persiani professano una forma di enoteismo e monolatria zoroastriana che assolutizza le precedenti tendenze solari. Riconoscono e adorano diverse divinità del pantheon iranico e mesopotamico, ma come nelle iscrizioni di Dario, il re proclama la sua totale devozione solo ad Ahura Mazdā, adottato come dio e religione imperiale. La presenza divina faravahar di Ahura Mazdā irradia e si umanizza dal disco solare alato, riprendendo l'immagine solificata del dio Aššur. La vitalità ed energia che gli aladlammû sfoggiavano prima tra gli assiri ora sono drasticamente ridotte e rivolte principalmente alla contemplazione del disco solare, come nell'iconografia e nell'architettura di Persepoli. Invece di essere dinamici e saettanti, perdono la quinta zampa laterale e si limitano alla loro funzione di guardiani. Nei cilindri achemenidi il sovrano al centro, sormontato dal sole alato, si impone nella tipica posa del Signore degli Animali sui daimon per sottometterne e assimilarne il potere. L'epitome viene raggiunta con la fondazione della capitale Persepoli ad opera di Dario, costruita in contemporanea con il suo palazzo a Susa. Nei rilievi delle mura del complesso di Persepoli, gli aladlammû sono rivolti verso l'interno della cittadella e proteggono diversi edifici interni, come la sala del trono e la Porta dei Re. Sulle grandi scalinate interne sono rappresentati ai lati del disco solare, di un'immagine di Ahura Mazdā, o di spazi vuoti in cui avrebbero dovuto trovare posto delle iscrizioni epigrafi. La costruzione di Persepoli e dell'Apadana di Susa prosegue con il regno di Serse I di Persia (518-465 a.C.), in continuità con l'opera del padre Dario. Se, come sembra, la funzione di Persepoli era quella di celebrare il nuovo anno persiano Nowrūz ad ogni equinozio di primavera, ciò confermerebbe il motivo per cui le sfingi sono rappresentate rivolte al sole, alla maniera egizia. Nel regno di Serse, due colossali aladlammû Tori androcefali si ergono rivolti a est nel cancello F della Porta di tutte le Nazioni, torreggiano verso l'interno della cittadella in posa statuaria evocativa del saluto al sole, mentre due Tori di riflesso all'entrata occidentale sono rivolti verso la piana esterna all'orizzonte dove tramonta il sole. La fermezza degli spiriti guardiani non estende più la presenza regale in tutto l'impero, ma si limita a preservarne il centro sacro, ovvero il luogo dove dimora il re solare.

## La riscoperta archeologica assira tra XIX e XXI secolo

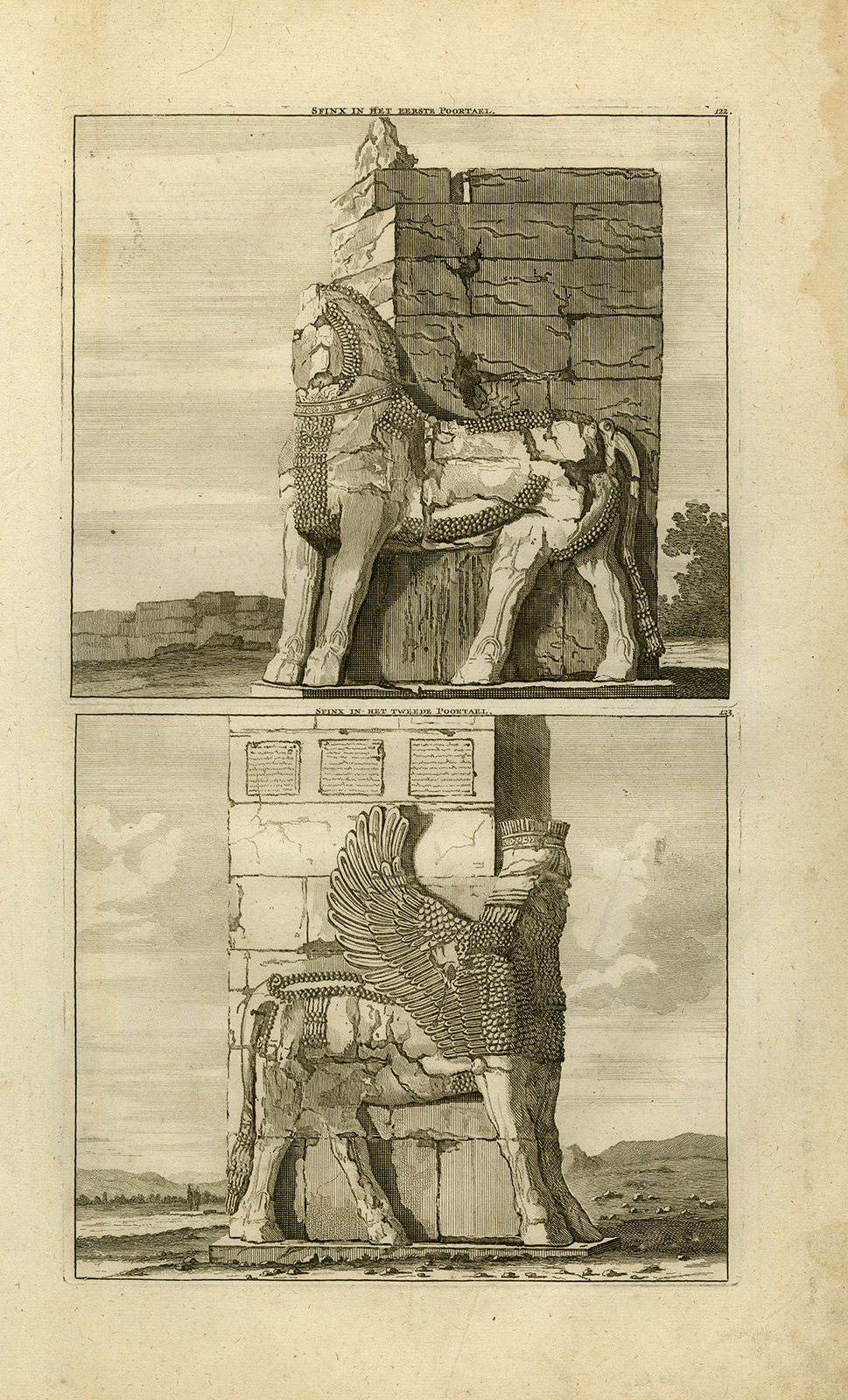
Lamassu della Porta di tutte le Nazioni di Persepoli, Sfinx in het eerste portael, Cornelis de Bruijn in Reizens over Moskovie door Persie en Indie, 1711.

### I primi ritrovamenti del XIX secolo
A differenza di altri tipi di rovine quali quelle egizie, greche o romane, i resti delle civiltà mesopotamiche non hanno lasciato tracce evidenti della loro gloria passata. La maggior parte dei reperti e delle costruzioni si trovava sepolta sotto tell coperti da vegetazione che venivano sovente scambiati dai viaggiatori per elementi naturali della geografia del luogo. A partire dal XVIII secolo, in pieno spirito romantico, il lamassu catturerà l'attenzione di diversi esploratori, artisti e archeologi europei, mossi dall'allora diffuso sentimento per il sublime e per la ricerca delle origini bibliche dell'umanità. Rimasto fondamentalmente sconosciuto in occidente per più di due millenni, la prima testimonianza del lamassu riemerge per mano del pittore e viaggiatore olandese Cornelis de Bruijn (1652-1727), che compie due importanti viaggi nel Vicino Oriente per le proprie ricerche artistiche. Nel suo secondo viaggio iniziato il 1701, raggiunge Esfahan nel 1703 e vi rimane per un anno prima di partire per Persepoli. Rapito dall'aura misterica delle statue e dalle rovine ancora visibili, si intrattiene nell'antica capitale achemenide per tre mesi per disegnare e descrivere accuratamente i palazzi persiani, raccogliendo diversi reperti. Tra i suoi disegni vi sono alcune rappresentazioni dei lamassu taurini della Porta di tutte le Nazioni, da lui scambiati non a torto per delle sfingi, pubblicati in seguito nel libro illustrato Reizens over Moskovie door Persie en Indie (1711). Il volume avrà numerose edizioni e sarà tradotto in francese e inglese, suscitando grandi entusiasmi per quei sublimi, ieratici e gargantueschi esseri chimerici, contribuendo all'interesse archeologico per la Mesopotamia. La rivalità colonialista tra i francesi e gli inglesi, desiderosi di riempire i rispettivi musei nazionali di tesori, è una delle dinamiche principali dell'archeologia assira.

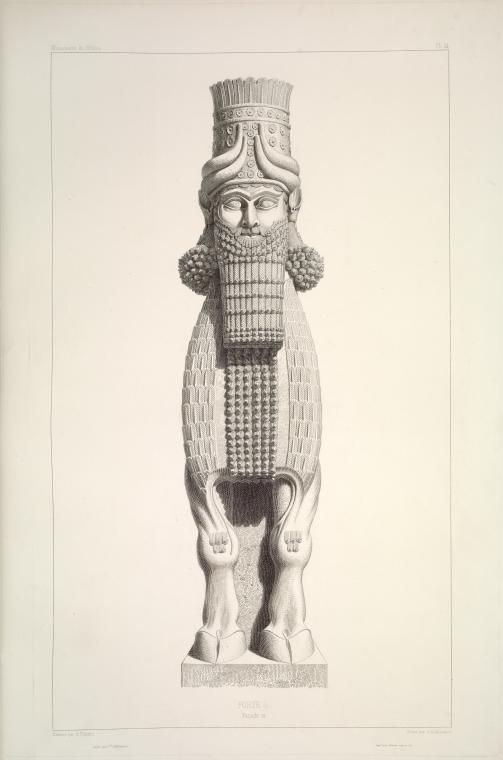
Lamassu del palazzo reale di Dur-Šarrukin, Façade m. Taureau (porte k, 1) de face, Eugéne Flandin, in Monument de Ninive, 1849.

In seguito, saranno proprio gli archeologi francesi tra i primi a intraprendere le spedizioni per scavare i colossi assiri, con l'intento di trasportarne le statue al Museo del Louvre, dove si trovano ancora oggi. Ispirato dai resoconti di altre figure celebri come l'assiriologo britannico Claudius James Rich (1787-1821), l'orientalista Jules Mohl (1800-1876), già segretario della Société Asiatique e studioso particolarmente influente nei circoli accademici, persuade le autorità a creare la carica di console a Mosul con lo scopo di inaugurare un filone di scavi dedicato alla civiltà assira. La carica viene affidata allo storico e archeologo italiano naturalizzato francese Paul Émile Botta (1802-1870), distintosi per le sue capacità eclettiche di naturalista, linguista, diplomatico e storico. Nominato nel 1842, Botta giunge alla fine dello stesso anno a Kuyunjik, riccamente finanziato con l'incarico di portare alla luce la leggendaria Ninive assieme a tutte le sue ricchezze, ma i tumuli e gli strati superiori del tell si mostrano disturbati dagli insediamenti successivi e dall'attività agricola. I palazzi antichi erano seppelliti così in profondità che Botta non li raggiungerà mai, ritrovando soltanto vari frammenti di cocci, mattoni e alabastri. Deluso e insoddisfatto, nel marzo 1843 riceve la visita di alcuni abitanti locali provenienti da Khorsabad che riferiscono di aver trovato diversi rilievi antichi sotto le loro abitazioni. Una volta accertatosi della veridicità delle fonti, Botta trasferisce le proprie attività a Khorsabad. Stavolta gli scavi danno i loro frutti e sono un grande successo.

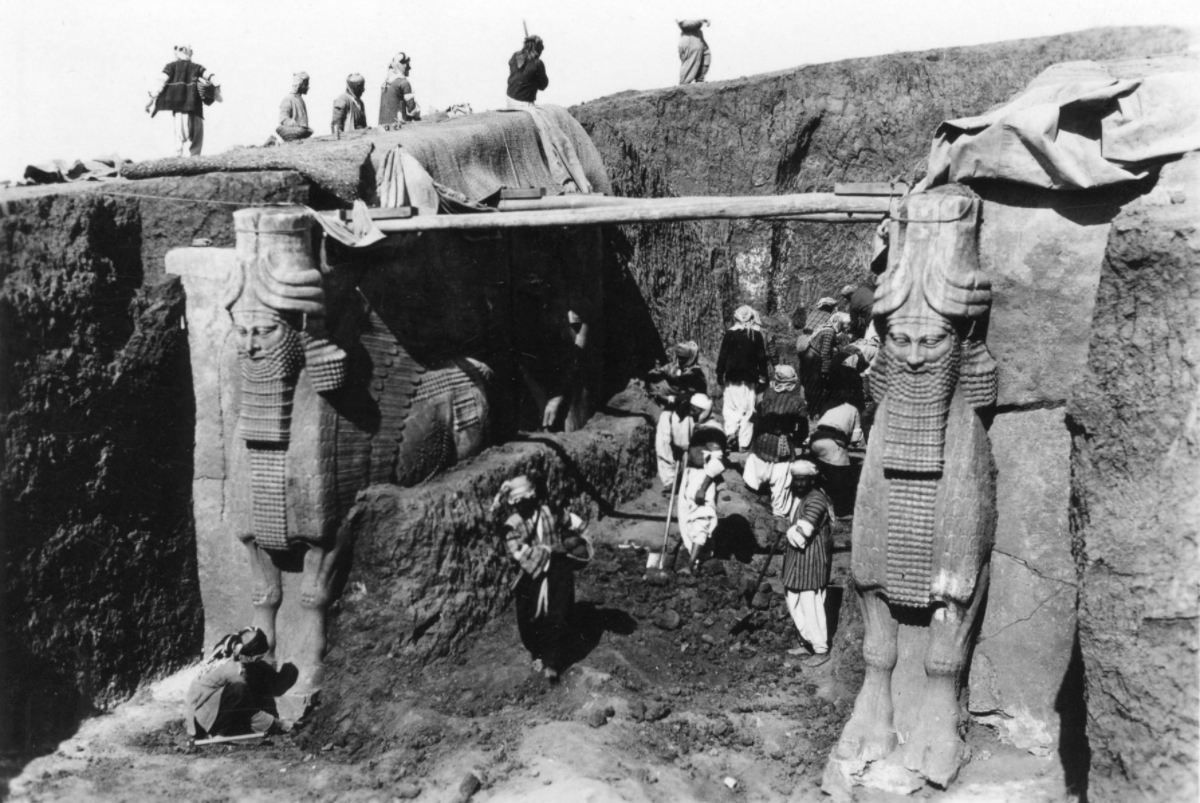
Foto dello scavo dei lamassu della porta del palazzo reale di Sargon II, Khorsabad, 1843.

A risorgere è l'antica Dur-Šarrukin, capitale di Sargon II con il suo palazzo reale, ma l'ignaro archeologo crede invece di aver scoperto Ninive. Districandosi lungo le mura riccamente scolpite da immagini e liberando gli ampi saloni del palazzo reale, alle porte principali trova ad attenderlo i colossali lamassu taurini, che ora rivedono la luce dopo secoli. Alcuni reperti però vengono danneggiati dall'improvvisa esposizione all'aria e dall'incauta foga dell'archeologo. Inoltre le attività di scavo illegali insospettiscono le autorità ottomane, portando alla cessazione dei lavori nell'ottobre 1843. Botta comunque fa subito rapporto della sensazionale scoperta al governo francese, che nello stesso mese, entusiasta dei risultati, gli invia ulteriori fondi affiancandogli l'orientalista e pittore Eugène Flandin (1809-1889), autore già rinomato di meravigliose ricostruzioni storiche, il quale giungerà sul campo nel maggio 1844 e ritrarrà tutte le sculture, tra cui i colossi, i rilievi e le iscrizioni ritrovate, sia quelli giunti a Parigi che lasciati in loco. Botta ricomincia le attività di scavo nella primavera del 1844, arrivando persino a comprare l'intero villaggio di Khorsabad per poterlo spostare ai piedi del tell, recando un grave danno per gli abitanti. Nell'ottobre dello stesso anno, Botta ritiene di aver riesumato abbastanza delle antiche rovine del palazzo reale e si prepara alla spedizione dei ritrovamenti. In un primo momento i lamassu vengono portati sulla riva del Tigri per essere imbarcati su delle chiatte, ma l'impresa fallisce. Il secondo tentativo riesce, i colossi e i rilievi arrivano a Mosul da cui poi giungono a Bassora per essere inviati in patria a Parigi. Nel frattempo Mohl diffonde a Parigi la notizia dei ritrovamenti, per la gioia degli studiosi. Nel 1846 Botta termina l'attività di scavo e una volta tornato in Europa inizia a organizzare la compilazione di tutta la documentazione grafica assieme a Flandin, che sarà pubblicata nel volume Monuments de Ninive découverts et décrits par Botta, mesurés et dessinés par Flandin (1849). Nel 1847 il mondo occidentale è in visibilio per l'apertura al Louvre della prima mostra archeologica di arte assira, in cui i lamassu si ergono titanici sull'enorme folla tremebonda.

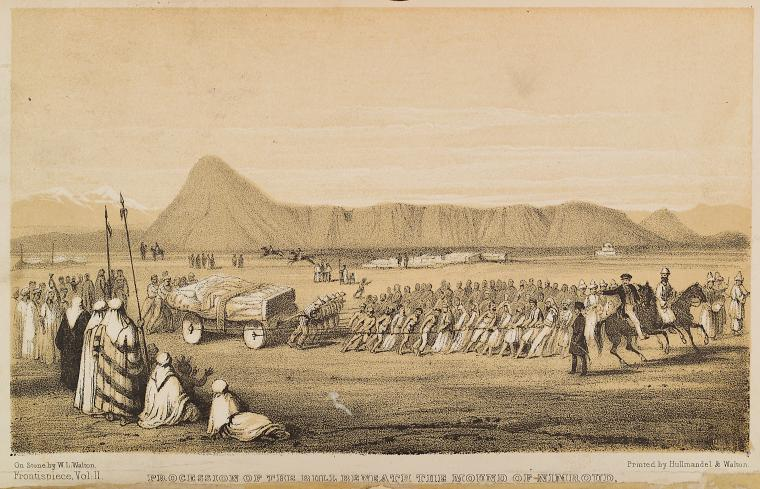
Lamassu del palazzo reale di Nimrud, frontespizio vol. II, in Austen Henry Layard, Nineveh and its remains, 1849.

Nello stesso anno anche il British Museum parteciperà dello stesso entusiasmo ospitando un altro gruppo di lamassu. Mentre Botta sta ultimando i suoi scavi, l'archeologo inglese Austen Henry Layard (1817-1894) arriva in Mesopotamia nel novembre 1845 in qualità di emissario del British Museum, affiancato dall'archeologo iracheno Hormuzd Rassam (1826-1910). I due si stanziano a Kalhu, a sud di Mosul sulla costa orientale del Tigri, sotto cui riposava Nimrud, capitale di Assurnasirpal II. Nella sua autobiografia pubblicata postuma a Londra, scriverà che la vista del luogo esalta «le maestose rovine nel mezzo dei deserti, sfuggevoli, per via delle proprie desolatezza e mancanza di una definita forma, alle descrizioni del viaggiatore» mentre poggiando gli occhi sul tell di Nimrud riceve «un'impressione di quelle che non potranno mai essere dimenticate». Le sue attività di ricognizione sono segnate fin dall'inizio da un rapporto conflittuale con le autorità ottomane. Layard giunge ufficialmente sul posto da privato senza nessun permesso ufficiale per condurre attività di scavo da parte del governo turco, e i suoi soli fondi consistono del finanziamento personale elargitogli dall'ambasciatore britannico Stratford Canning (1786-1880) stanziato a Istanbul, perciò inizialmente tenta di raggirare le autorità, con poco successo, dichiarando di essere lì per una spedizione di caccia. Continuando il lavoro spronato dal lascito di Botta a Khorsabad, Layard inizia subito a sondare il gigantesco tell di Kalhu. Il primo giorno dei lavori identifica immediatamente ben due palazzi incisi con diverse iscrizioni, di cui uno è a sua insaputa il palazzo reale di Assurnasirpal II. Nei mesi successivi realizza che le stanze di una delle due costruzioni sono effettivamente una reggia, rivelando grandi mura adornate con rilievi, fino a disseppellire la sala del trono, dove ammira il brutale splendore delle campagne militari del re, assieme alle immense fattezze di leoni e tori selvaggi uccisi dal sovrano nella caccia rituale. Circa metà delle immagini lungo la parete è andata perduta già in età antica, ma all'ingresso della sala del trono affiorano in tutta la loro maestà gli imponenti lamassu leonini. Anche Layard, come Botta e molti altri, crede di aver trovato Ninive, così si appresta subito a informare i suoi colleghi della scoperta e a preparare il trasferimento dei ritrovamenti.

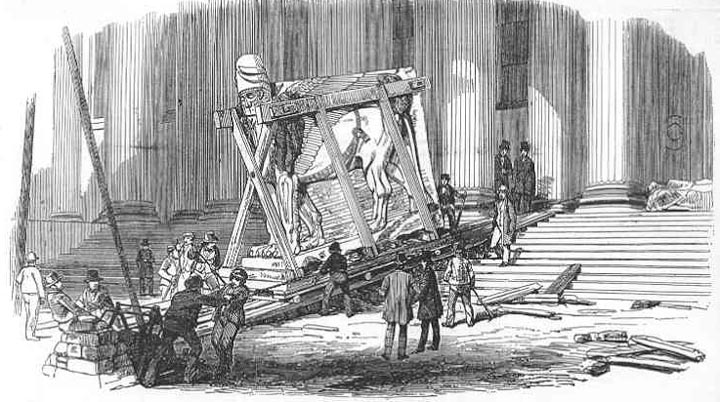
Lamassu di Nimrud arriva al British Museum, in The Illustrated London News, 28 febbraio 1852.

Nel 1847 i lamassu leonini approdano a Londra al British Museum, dove godono della compagnia della Stele di Rosetta e dei marmi del Partenone portati dal conte Thomas Bruce di Elgin (1766-1841) qualche decennio prima. I colossi suscitano grande scalpore, infiammano le fantasie di maree di visitatori divenendo uno dei monumenti più celebri, richiamano bagni di folla disposte a fare ore di fila pur di ammirarli. Nell'immaginazione dell'Europa vittoriana, questi esseri alati testimoniano il racconto della storia dell'umanità risalendo fino alle origini bibliche del mondo. La Mesopotamia infatti era nota quasi esclusivamente attraverso le citazioni sumere e assiro-babilonesi presenti nell'Antico Testamento. Alcuni vedono nei lamassu la scaturigine dell'arte di tutti i tempi, una misteriosa presenza che apre a profondi interrogativi circa la natura del sacro e del divino. Il loro potere sopito argina lo strapotere dell'età coloniale e rompe gli argini della Storia. Non da ultimo il guardiano agisce da silente memento che qualunque grande impero, passato e futuro, non importa quanto potente e sfarzoso, è destinato inevitabilmente al tramonto, a rendere conto della propria esistenza di fronte ai geni degli altri popoli, e ad essere succeduto da nuove civiltà. Ispirato dalla visione dei colossi al museo, il poeta e pittore britannico preraffaelita Dante Gabriel Rossetti (1828-1882) scrive nell'autunno del 1850 un lungo componimento in versi che rievoca la presenza dei lamassu, intitolato The Burden of Nineveh (1850). Il poema racconta gli eoni attraverso gli occhi del lamassu, immagina ciò che il daimon taurino ha visto e sentito nel corso dei secoli, e come dopo millenni sia giunto nell'impero britannico in età moderna. Forse il lamassu conosceva già il suo destino che l'avrebbe portato in quest'epoca, attendendo per secoli che un altro impero, grande come quello assiro, ne riesumasse il potere. La presenza ieratica del lamassu sventra la cognizione del presente. Rossetti chiosa con l'intuizione vertiginosa che l'impero britannico, eletto a modello universale di qualsiasi altro impero, è passeggero e sarà dimenticato, mentre il lamassu nel museo riposerà tra le sue rovine come ha fatto tra i palazzi assiri, attendendo la prossima civiltà, forse più degna e consapevole della sua presenza.

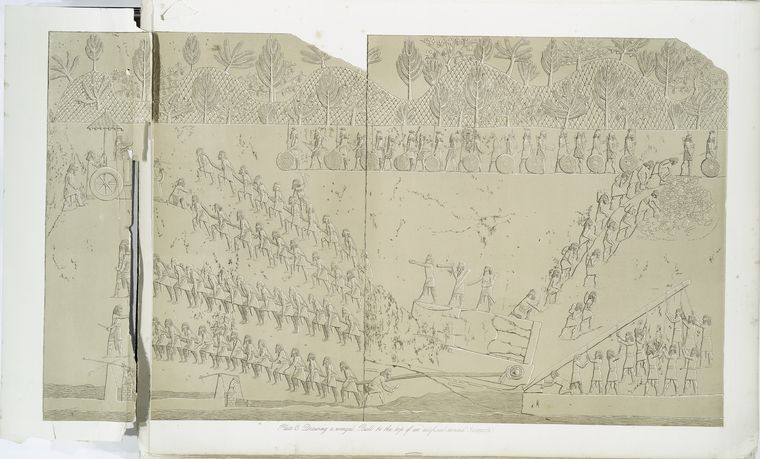
Lamassu scolpito nella cava e trasportato al palazzo reale, rilievo del Palazzo di Sud-Ovest di Ninive, in Austen Henry Layard, A second series of the Monuments of Nineveh, 1853.

Nel 1849 Layard pubblica le sue prime scoperte in un'opera in due volumi dal titolo Nineveh and its remains; with an account of a visit to the Chaldæan Christians of Kurdistan, and the Yezidis, or devil-worshippers; and an enquiry into the manners and arts of the ancient Assyrians (1849) con le litografie di William Louis Walton (1834-1855). Il lavoro riscuote subito un grosso seguito, rendendo l'archeologo una vera e propria celebrità in patria. Nello stesso anno Layard si trasferisce a Kuyunjik, continuando l'opera di scavo lasciata da Botta. A differenza del collega e rivale, l'archeologo britannico riesce ad andare più a fondo e riporta infine alla luce i complessi palaziali di Ninive. Si tratta nello specifico del grande palazzo di Sennacherib, dove vengono riesumati molteplici rilievi ancora intatti all'interno di ampi cunicoli che rendono agevole la navigazione tra le sale delle rovine. Rispetto a Dur-Šarrukin e Nimrud, dove le figure si muovono altere e sono rappresentate nella loro iconografica immediatezza in uno spazio sempiterno, a Ninive molti rilievi mostrano una prospettiva a volo d'uccello che ritrae le figure dall'alto e presenta una panoramica più allargata e dettagliata del paesaggio circostante.

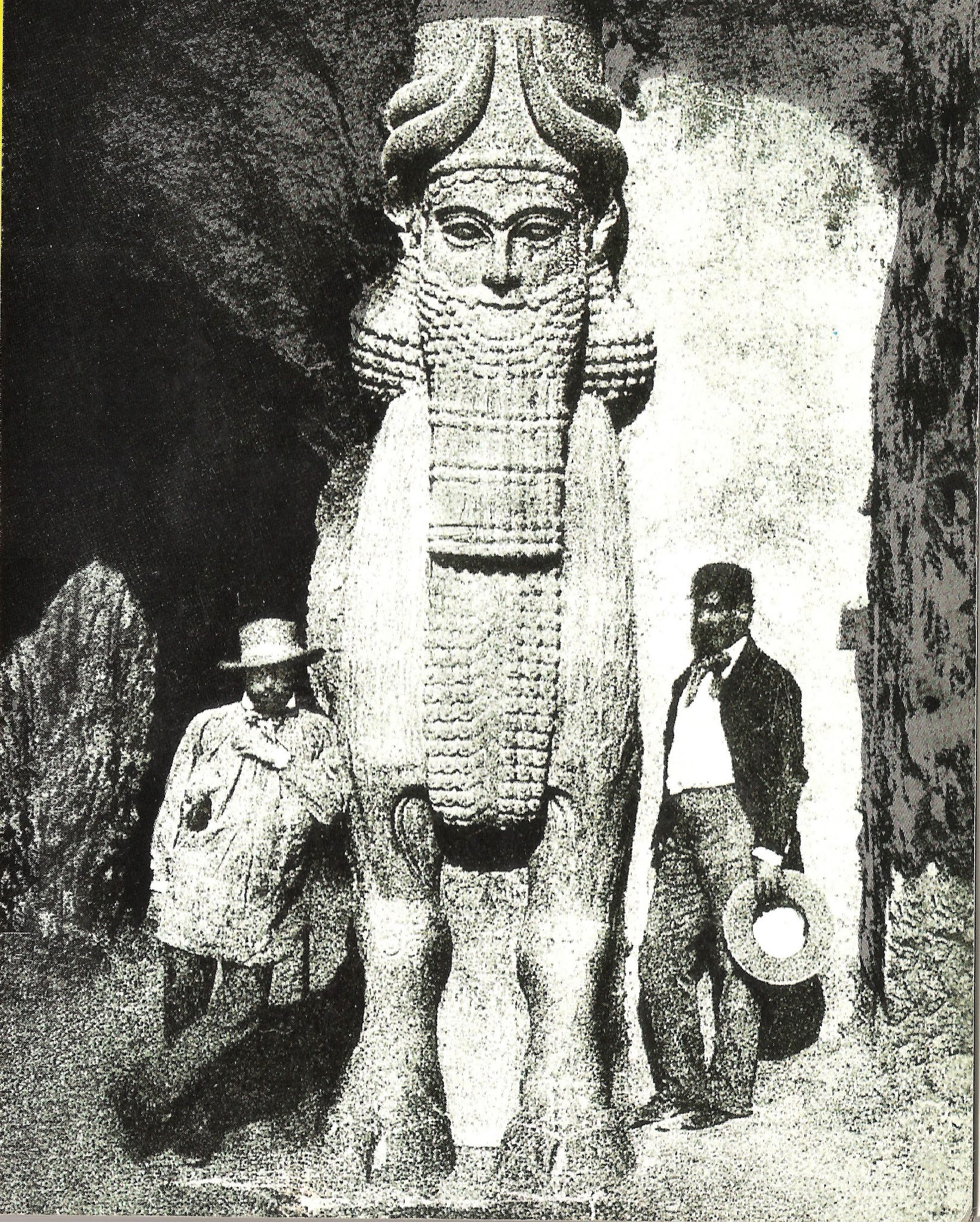
Victor Place (sinistra) e Gabriel Tranchand (destra) alla porta del palazzo di Sargon II, Dur-šarrukin, 1852.

Qui Layard viene subito attratto da un ciclo di scene inedite scolpite su più rilievi nel Palazzo di Sud-Ovest, che si sviluppano lungo tutte le pareti nord ed est della Corte VI. Per la prima volta gli viene mostrato un lamassu scolpito direttamente nella cava, poi caricato su una lastra fatta scorrere su cilindri per essere trasportato via terra dagli schiavi fino alla reggia, sotto la supervisione costante del sovrano. Degna di menzione è altresì la scoperta di una grande sala piena di tavolette d'argilla ancora intatte incise in cuneiforme, rivelatasi essere parte dell'archivio reale, ovvero il primo ritrovamento di una vasta documentazione di epoca assira riguardo l'ambiente di corte e altre informazioni cruciali per la comprensione della vita dell'epoca. Questi manufatti, assieme ad altri rilievi dove i lamassu aprono la via ai geni apkallu, saranno spediti a Londra e pubblicati nel nuovo resoconto delle scoperte, dal titolo A second series of the Monuments of Nineveh: including bas-reliefs from the palace of Sennacherib and bronzes from the ruins of Nimroud (1853). Nella primavera del 1851, Layard lascia per sempre la Mesopotamia e torna in Inghilterra. A succederlo nelle operazioni di scavo e al consolato di Mosul nello stesso anno arriva l'archeologo e diplomatico francese Victor Place (1818-1875), che riesce a portare alla luce gli altri lamassu alle porte della città di Khorsabad, ma che tuttavia viene richiamato a Parigi nel 1854 senza riuscire a organizzare il trasporto dei lamassu e degli altri reperti in Francia.

### Ritrovamenti contemporanei
Il 26 febbraio 2015 un gruppo di jihadisti dell'ISIS assaltano il museo di Mosul, distruggendo diversi reperti tra cui anche un lamassu proveniente dal Palazzo di Assurnasirpal, nel sito archeologico di Nimrud in Iraq. Il 5 marzo dello stesso anno anche quest'ultimo sito, con gli altri lamassu presenti, viene raso al suolo. Il 24 Ottobre 2023, il gruppo di scavo franco-iracheno diretto dal professore e ministro della cultura iracheno Ahmed Fakak Al-Badrani dell'Università di Mosul, e Pascal Butterlin, professore di Archeologia del Medio Oriente presso l’Università di Parigi I Pantheon-Sorbona e responsabile francese degli scavi, ha riesumato uno dei lamassu a guardia della sesta porta del palazzo reale nell'area occidentale di Khorsabad, che fu scoperto a suo tempo nel 1851 dall'archeologo francese Victor Place. Rimasto fino ad allora in patria, il lamassu fu riesumato nel 1992 da una spedizione archeologica irachena, ma nel 1995 la sua testa fu tagliata e trafugata da contrabbandieri. Recuperata in quegli anni poco dopo, la testa venne restaurata e conservata nello stesso periodo al Museo Nazionale Iracheno, mentre in seguito il corpo del lamassu fu risepolto dagli abitanti del luogo dopo la scia della Guerra del Golfo (1990-1991) per proteggerlo. Il lamassu è così scampato alla razzia e alla distruzione del palazzo reale da parte dell'Isis durante l'invasione nel nord del paese nel 2014.

## Glialadlammûnell'immaginario del XIX e XX secolo
Se gli aladlammû ritratti da Cornelis de Bruijn a Persepoli possono essere considerati i primi disegni degli esseri ibridi a rievocare la loro immagine nell'Europa settecentesca, a seguito delle grandi scoperte archeologiche, gli aladlammû entrano a far parte dell'immaginario di diversi artisti sensibili al divino e alle scene esotiche orientali. La rielaborazione degli artisti moderni, se in un primo momento si limita a riprendere il carattere degli esseri ibridi in quanto guardiani imponenti, in seguito li rende vivi in piena continuità con l'immaginazione antica. Uno dei disegni più famosi dell'essere ibrido è dell'artista storico e fantasy inglese Angus McBride, che ritrae il lamassu nella sua serie Legendary Beasts pubblicata nel 1966 sul magazine Finding Out. Il tratto di McBride è straordinariamente evocativo nel dare vita all'aladlammû, mostrandone il carattere tipicamente daimonico di guardiano contro le presenze demoniache. Nell'illustrazione, lo šêdu taurino alla porta del palazzo reale prende vita dalla pietra nel cuore della notte, e in posa predatoria si scaglia contro gli invasori. La resa dello sguardo è unica tra le rappresentazioni degli esseri ibridi, ed è particolarmente accurata perché riprende perfettamente il potere della radianza divina melammu che questi esseri proiettano contro i loro nemici.